# 1971 en els vols espacials
Aquest article és una llista d'esdeveniments de vols espacials relacionats que es van produir el 1971. En aquest any va succeir les últimes tres pèrdues humanes de cosmonautes del programa espacial soviètic i les úniques a l'espai. La seva missió era la d'ocupar per primera vegada una estació espacial. La porta de la badia experimental va fallar en separar-se per tant la primera tripulació va fallar en l'acoblament i la segona part de la tripulació va perdre la vida en la reentrada. El 1971 també es va veure el llançament del primer i únic satèl·lit britànic en un coet del país, però després de l'èxit, el programa es va cancel·lar.

## Llançaments
| Data i hora (UTC)       | Coet | Coet                                        | Plataforma de llançament                        | Plataforma de llançament                               | LSP                                                  | LSP                                                  |
| ----------------------- | --- | ------------------------------------------- | ----------------------------------------------- | ------------------------------------------------------ | ---------------------------------------------------- | ---------------------------------------------------- |
| Data i hora (UTC)       | Càrrega útil | Operador                                    | Òrbita                                          | Funció                                                 | Deteriorament (UTC)                                  | Resultat                                             |
| Data i hora (UTC)       | Comentaris |                                             |                                                 |                                                        |                                                      |                                                      |
| Gener                   | |                                             |                                                 |                                                        |                                                      |                                                      |
| 12 de gener 09:30       | Unió Soviètica Voskhod | Unió Soviètica Voskhod                      | Unió Soviètica Baikonur 31/6                    | Unió Soviètica Baikonur 31/6                           | Unió Soviètica                                       | Unió Soviètica                                       |
| 12 de gener 09:30       | Unió Soviètica Kosmos 390 (Zenit-4M) |                                             | Terrestre Baixa                                 | Imatgeria òptica                                       | 25 de gener                                          | Reeixit                                              |
| 13 de gener 20:10       | Canadà Black Brant II | Canadà Black Brant II                       | Canadà Fort Churchill                           | Canadà Fort Churchill                                  | Canadà NRCC                                          | Canadà NRCC                                          |
| 13 de gener 20:10       | Canadà | NRCC                                        | Suborbital                                      | Aeronomia                                              | 13 de gener                                          | Reeixit                                              |
| 14 de gener 12:00:00    | Unió Soviètica Kosmos-2I | Unió Soviètica Kosmos-2I                    | Unió Soviètica Plesetsk 133/1                   | Unió Soviètica Plesetsk 133/1                          | Unió Soviètica                                       | Unió Soviètica                                       |
| 14 de gener 12:00:00    | Unió Soviètica Kosmos 391 (DS-P1-I No.10) |                                             | Terrestre Baixa                                 | Objectiu de radar                                      | 21 de febrer 1972                                    | Reeixit                                              |
| 20 de gener 11:24:00    | Unió Soviètica Vostok-2M | Unió Soviètica Vostok-2M                    | Unió Soviètica Plesetsk 41/1                    | Unió Soviètica Plesetsk 41/1                           | Unió Soviètica                                       | Unió Soviètica                                       |
| 20 de gener 11:24:00    | Unió Soviètica Meteor 1-07 (Meteor-M) |                                             | Heliosíncrona                                   | Meteorologia                                           | 14 de juliol 2005                                    | Reeixit                                              |
| 21 de gener 02:32       | Canadà Black Brant VB | Canadà Black Brant VB                       | Canadà Fort Churchill                           | Canadà Fort Churchill                                  | Canadà NRCC                                          | Canadà NRCC                                          |
| 21 de gener 02:32       | Canadà | NRCC                                        | Suborbital                                      | Aurores/Ionosfèric                                     | 21 de gener                                          | Reeixit                                              |
| 21 de gener 08:40       | Unió Soviètica Voskhod | Unió Soviètica Voskhod                      | Unió Soviètica Baikonur 31/6                    | Unió Soviètica Baikonur 31/6                           | Unió Soviètica                                       | Unió Soviètica                                       |
| 21 de gener 08:40       | Unió Soviètica Kosmos 392 (Zenit-2M) |                                             | Terrestre Baixa                                 | Imatgeria òptica                                       | 2 de febrer                                          | Reeixit                                              |
| 21 de gener 18:20       | Estats Units Titan III(23)B | Estats Units Titan III(23)B                 | Estats Units Vandenberg SLC-4W                  | Estats Units Vandenberg SLC-4W                         | Estats Units Força Aèria dels Estats Units d'Amèrica | Estats Units Força Aèria dels Estats Units d'Amèrica |
| 21 de gener 18:20       | Estats Units OPS 7776 (Gambit-3 4330) | NRO                                         | Terrestre Baixa                                 | Imatgeria òptica                                       | 9 de febrer                                          | Reeixit                                              |
| 21 de gener 18:20       | Estats Units OPS 7776 SRV-1 | NRO                                         | Terrestre Baixa                                 | Retorn de gravació                                     | Gener                                                | Reeixit                                              |
| 21 de gener 18:20       | Estats Units OPS 7776 SRV-2 | NRO                                         | Terrestre Baixa                                 | Retorn de gravació                                     | Febrer                                               | Reeixit                                              |
| 22 de gener 04:44       | Canadà Black Brant VB | Canadà Black Brant VB                       | Canadà Fort Churchill                           | Canadà Fort Churchill                                  | Canadà NRCC                                          | Canadà NRCC                                          |
| 22 de gener 04:44       | Canadà | NRCC                                        | Suborbital                                      | Aurores/Ionosfèric                                     | 22 de gener                                          | Reeixit                                              |
| 26 de gener 00:36:03    | Estats Units Atlas SLV-3C Centaur-D | Estats Units Atlas SLV-3C Centaur-D         | Estats Units Cape Kennedy LC-36A                | Estats Units Cape Kennedy LC-36A                       | Estats Units                                         | Estats Units                                         |
| 26 de gener 00:36:03    | Nacions Unides Intelsat IV F-2 | Intelsat                                    | Geosíncrona                                     | Comunicacions                                          | En òrbita                                            | Reeixit                                              |
| 26 de gener 12:44:33    | Unió Soviètica Kosmos-2I | Unió Soviètica Kosmos-2I                    | Unió Soviètica Plesetsk 133/1                   | Unió Soviètica Plesetsk 133/1                          | Unió Soviètica                                       | Unió Soviètica                                       |
| 26 de gener 12:44:33    | Unió Soviètica Kosmos 393 (DS-P1-Yu No.34) |                                             | Terrestre Baixa                                 | Calibratge                                             | 16 de juny                                           | Reeixit                                              |
| 26 de gener 17:23       | Canadà Black Brant VB | Canadà Black Brant VB                       | Canadà Fort Churchill                           | Canadà Fort Churchill                                  | Canadà NRCC                                          | Canadà NRCC                                          |
| 26 de gener 17:23       | Canadà | NRCC                                        | Suborbital                                      | Solar/Ionosfèric                                       | 26 de gener                                          | Reeixit                                              |
| 31 de gener 21:03       | Estats Units Saturn V | Estats Units Saturn V                       | Estats Units Kennedy LC-39A                     | Estats Units Kennedy LC-39A                            | Estats Units NASA                                    | Estats Units NASA                                    |
| 31 de gener 21:03       | Estats Units Apollo 14 CSM | NASA                                        | Selenocèntrica                                  | Orbitador lunar                                        | 9 de febrer 21:05                                    | Reeixit                                              |
| 31 de gener 21:03       | Estats Units Apollo 14 LM | NASA                                        | Selenocèntrica                                  | Mòdul de descens lunar                                 | 5 de febrer 09:17                                    | Reeixit                                              |
| 31 de gener 21:03       | Vol tripulat amb tres astronautes, el tercer allunatge tripulat |                                             |                                                 |                                                        |                                                      |                                                      |
| Febrer                  | |                                             |                                                 |                                                        |                                                      |                                                      |
| 3 de febrer 01:41:40    | Estats Units Delta M | Estats Units Delta M                        | Estats Units Cape Kennedy LC-17A                | Estats Units Cape Kennedy LC-17A                       | Estats Units                                         | Estats Units                                         |
| 3 de febrer 01:41:40    | Plantilla:Country data NATO NATO-2B | NATO                                        | Geosíncrona                                     | Comunicacions                                          | En òrbita                                            | Reeixit                                              |
| 3 de febrer 01:41:40    | Vol final del Delta M |                                             |                                                 |                                                        |                                                      |                                                      |
| 5 de febrer 22:46       | Canadà Black Brant IVB | Canadà Black Brant IVB                      | Canadà Fort Churchill                           | Canadà Fort Churchill                                  | Canadà NRCC                                          | Canadà NRCC                                          |
| 5 de febrer 22:46       | Canadà | NRCC                                        | Suborbital                                      | Aurores/Ionosfèric                                     | 5 de febrer                                          | Reeixit                                              |
| 9 de febrer 18:48:48    | Unió Soviètica Kosmos-3M | Unió Soviètica Kosmos-3M                    | Unió Soviètica Plesetsk 132/1                   | Unió Soviètica Plesetsk 132/1                          | Unió Soviètica                                       | Unió Soviètica                                       |
| 9 de febrer 18:48:48    | Unió Soviètica Kosmos 394 (DS-P1-M No.2) |                                             | Terrestre Baixa                                 | Objectiu d'ASAT                                        | 25 de febrer (destruït)                              | Reeixit                                              |
| 9 de febrer 18:48:48    | Destruït pel Kosmos 397, les restes encara estan en òrbita |                                             |                                                 |                                                        |                                                      |                                                      |
| 16 de febrer 04:00:00   | Japó Mu-3S | Japó Mu-3S                                  | Japó Kagoshima LA-M                             | Japó Kagoshima LA-M                                    | Japó ISAS                                            | Japó ISAS                                            |
| 16 de febrer 04:00:00   | Japó Tansei 1 | ISAS                                        | Terrestre Baixa                                 | Tecnologia                                             | En òrbita                                            | Reeixit                                              |
| 17 de febrer 03:52:05   | Estats Units Thor LV-2F Burner II | Estats Units Thor LV-2F Burner II           | Estats Units Vandenberg SLC-10W                 | Estats Units Vandenberg SLC-10W                        | Estats Units Força Aèria dels Estats Units d'Amèrica | Estats Units Força Aèria dels Estats Units d'Amèrica |
| 17 de febrer 03:52:05   | Estats Units OPS 5268 (DAPP-5A F-3) | Força Aèria dels Estats Units d'Amèrica     | Terrestre Baixa                                 | Meteorologia                                           | En òrbita                                            | Reeixit                                              |
| 17 de febrer 03:52:05   | Estats Units Calsphere 3 (NRL PL-170A) | NRL                                         | Terrestre Baixa                                 | Calibratge                                             | 17 d'octubre 1989                                    | Reeixit                                              |
| 17 de febrer 03:52:05   | Estats Units Calsphere 4 (NRL PL-170B) | NRL                                         | Terrestre Baixa                                 | Calibratge                                             | 20 de setembre 1989                                  | Reeixit                                              |
| 17 de febrer 03:52:05   | Estats Units Calsphere 5 (NRL PL-170C) | NRL                                         | Terrestre Baixa                                 | Calibratge                                             | 7 de gener 1990                                      | Reeixit                                              |
| 17 de febrer 20:04:30   | Estats Units Thorad SLV-2H Agena-D | Estats Units Thorad SLV-2H Agena-D          | Estats Units Vandenberg SLC-3W                  | Estats Units Vandenberg SLC-3W                         | Estats Units Força Aèria dels Estats Units d'Amèrica | Estats Units Força Aèria dels Estats Units d'Amèrica |
| 17 de febrer 20:04:30   | Estats Units KH-4B No.1113 | NRO                                         | Destinat: Terrestre Baixa                       | Imatgeria òptica                                       | +18 segons                                           | Error de llançament                                  |
| 17 de febrer 20:04:30   | Error del motor a causa d'una sèrie de problemes en l'error de càrrega d'additiu de combustible |                                             |                                                 |                                                        |                                                      |                                                      |
| 17 de febrer 21:09      | Unió Soviètica Kosmos-3M | Unió Soviètica Kosmos-3M                    | Unió Soviètica Plesetsk 132/1                   | Unió Soviètica Plesetsk 132/1                          | Unió Soviètica                                       | Unió Soviètica                                       |
| 17 de febrer 21:09      | Unió Soviètica Kosmos 395 (Tselina-OM) |                                             | Terrestre Baixa                                 | ELINT                                                  | 6 d'abril 1980                                       | Reeixit                                              |
| 18 de febrer 13:59      | Unió Soviètica Voskhod | Unió Soviètica Voskhod                      | Unió Soviètica Plesetsk 43/3                    | Unió Soviètica Plesetsk 43/3                           | Unió Soviètica                                       | Unió Soviètica                                       |
| 18 de febrer 13:59      | Unió Soviètica Kosmos 396 (Zenit-4M) |                                             | Terrestre Baixa                                 | Imatgeria òptica                                       | 3 de març                                            | Reeixit                                              |
| 20 de febrer 03:33      | Canadà Black Brant IVA | Canadà Black Brant IVA                      | Canadà Fort Churchill                           | Canadà Fort Churchill                                  | Canadà NRCC                                          | Canadà NRCC                                          |
| 20 de febrer 03:33      | Canadà | NRCC                                        | Suborbital                                      | Aurores/Ionosfèric                                     | 20 de febrer                                         | Reeixit                                              |
| 25 de febrer 01:13      | Canadà Black Brant VB | Canadà Black Brant VB                       | Estats Units Wallops Island                     | Estats Units Wallops Island                            | Estats Units NASA                                    | Estats Units NASA                                    |
| 25 de febrer 01:13      | Estats Units | NASA                                        | Suborbital                                      | Aeronomia                                              | 25 de febrer                                         | Reeixit                                              |
| 25 de febrer 11:11      | Unió Soviètica Tsiklon-2 | Unió Soviètica Tsiklon-2                    | Unió Soviètica Baikonur 90/19                   | Unió Soviètica Baikonur 90/19                          | Unió Soviètica                                       | Unió Soviètica                                       |
| 25 de febrer 11:11      | Unió Soviètica Kosmos 397 (IS-A) |                                             | Initial: Terrestre Baixa Final: Terrestre Alta  | Prova d'ASAT                                           | En òrbita                                            | Reeixit                                              |
| 25 de febrer 11:11      | Interceptat i destruït pel Kosmos 394 |                                             |                                                 |                                                        |                                                      |                                                      |
| 26 de febrer 05:06      | Unió Soviètica Soiuz-L | Unió Soviètica Soiuz-L                      | Unió Soviètica Baikonur 31/6                    | Unió Soviètica Baikonur 31/6                           | Unió Soviètica                                       | Unió Soviètica                                       |
| 26 de febrer 05:06      | Unió Soviètica Kosmos 398 (LK T2K No.2) |                                             | Deployed: Terrestre Baixa Final: Terrestre Alta | Vol de proves                                          | 10 de desembre 1995                                  | Reeixit                                              |
| 28 de febrer 20:10      | Canadà Black Brant III | Canadà Black Brant III                      | Canadà Fort Churchill                           | Canadà Fort Churchill                                  | Canadà NRCC                                          | Canadà NRCC                                          |
| 28 de febrer 20:10      | Canadà | NRCC                                        | Suborbital                                      | Aeronomia                                              | 28 de febrer                                         | Reeixit                                              |
| Març                    | |                                             |                                                 |                                                        |                                                      |                                                      |
| 3 de març 06:52         | Canadà Black Brant IVA | Canadà Black Brant IVA                      | Canadà Fort Churchill                           | Canadà Fort Churchill                                  | Canadà NRCC                                          | Canadà NRCC                                          |
| 3 de març 06:52         | Canadà | NRCC                                        | Suborbital                                      | Aurores                                                | 3 de març                                            | Reeixit                                              |
| 3 de març 09:30         | Unió Soviètica Voskhod | Unió Soviètica Voskhod                      | Unió Soviètica Baikonur 31/6                    | Unió Soviètica Baikonur 31/6                           | Unió Soviètica                                       | Unió Soviètica                                       |
| 3 de març 09:30         | Unió Soviètica Kosmos 399 (Zenit-4M) |                                             | Terrestre Baixa                                 | Imatgeria òptica                                       | 17 de març                                           | Reeixit                                              |
| 3 de març 12:15         | Xina Llarga Marxa 1 | Xina Llarga Marxa 1                         | Xina Jiuquan LA-2A                              | Xina Jiuquan LA-2A                                     | Xina                                                 | Xina                                                 |
| 3 de març 12:15         | Xina Shijian I |                                             | Terrestre Baixa                                 | Tecnologia                                             | 17 de juny 1979                                      | Reeixit                                              |
| 5 de març 08:15:02      | Unió Soviètica Kosmos-2I | Unió Soviètica Kosmos-2I                    | Unió Soviètica Kapustin Iar 86/4                | Unió Soviètica Kapustin Iar 86/4                       | Unió Soviètica                                       | Unió Soviètica                                       |
| 5 de març 08:15:02      | Unió Soviètica DS-P1-Yu No.39 |                                             | Destinat: Terrestre Baixa                       | Calibratge                                             | +133 segons                                          | Error de llançament                                  |
| 5 de març 08:15:02      | Malfuncionament en la 2a etapa, no es va assolir l'òrbita |                                             |                                                 |                                                        |                                                      |                                                      |
| 5 de març               | Unió Soviètica Voskhod | Unió Soviètica Voskhod                      | Unió Soviètica Plesetsk 43/4                    | Unió Soviètica Plesetsk 43/4                           | Unió Soviètica                                       | Unió Soviètica                                       |
| 5 de març               | Unió Soviètica Zenit-2M |                                             | Destinat: Terrestre Baixa                       | Imatgeria òptica                                       | 5 de març                                            | Error de llançament                                  |
| 5 de març               | Unió Soviètica Nauka 2KS No.3 |                                             | Destinat: Terrestre Baixa                       |                                                        | 5 de març                                            | Error de llançament                                  |
| 13 de març 16:15:00     | Estats Units Delta M6 | Estats Units Delta M6                       | Estats Units Cape Kennedy LC-17A                | Estats Units Cape Kennedy LC-17A                       | Estats Units                                         | Estats Units                                         |
| 13 de març 16:15:00     | Estats Units Explorer 43 (IMP-6) | NASA                                        | Altament el·líptica                             | Gamma-ray astronomy                                    | 2 d'octubre 1974                                     | Reeixit                                              |
| 13 de març 16:15:00     | Vol únic del Delta M6 |                                             |                                                 |                                                        |                                                      |                                                      |
| 18 de març 21:45:00     | Unió Soviètica Kosmos-3M | Unió Soviètica Kosmos-3M                    | Unió Soviètica Plesetsk 132/1                   | Unió Soviètica Plesetsk 132/1                          | Unió Soviètica                                       | Unió Soviètica                                       |
| 18 de març 21:45:00     | Unió Soviètica Kosmos 400 (DS-P1-M No.3) |                                             | Terrestre Baixa                                 | ASAT target                                            | 4 d'abril (destruït)                                 | Reeixit                                              |
| 18 de març 21:45:00     | Destruït pel Kosmos 402, les restes encara estan en òrbita |                                             |                                                 |                                                        |                                                      |                                                      |
| 20 de març 03:24        | Canadà Black Brant II | Canadà Black Brant II                       | Canadà Fort Churchill                           | Canadà Fort Churchill                                  | Canadà NRCC                                          | Canadà NRCC                                          |
| 20 de març 03:24        | Canadà | NRCC                                        | Suborbital                                      | Vol de proves Aurores/Ionosfèric                       | 20 de març                                           | Reeixit                                              |
| 21 de març 03:45        | Estats Units Titan III(33)B | Estats Units Titan III(33)B                 | Estats Units Vandenberg SLC-4W                  | Estats Units Vandenberg SLC-4W                         | Estats Units Força Aèria dels Estats Units d'Amèrica | Estats Units Força Aèria dels Estats Units d'Amèrica |
| 21 de març 03:45        | Estats Units OPS 4788 (Jumpseat) | NRO                                         | Molnia                                          | ELINT                                                  | En òrbita                                            | Reeixit                                              |
| 21 de març 03:45        | Vol inaugural del Titan III(33)B, primer satèl·lit Jumpseat |                                             |                                                 |                                                        |                                                      |                                                      |
| 24 de març 20:10        | Canadà Black Brant VC | Canadà Black Brant VC                       | Canadà Fort Churchill                           | Canadà Fort Churchill                                  | Canadà AFCRL                                         | Canadà AFCRL                                         |
| 24 de març 20:10        | Canadà | AFCRL                                       | Suborbital                                      | Aurores/Aeronomia                                      | 24 de març                                           | Reeixit                                              |
| 24 de març 21:05        | Estats Units Thorad SLV-2H Agena-D | Estats Units Thorad SLV-2H Agena-D          | Estats Units Vandenberg SLC-3W                  | Estats Units Vandenberg SLC-3W                         | Estats Units Força Aèria dels Estats Units d'Amèrica | Estats Units Força Aèria dels Estats Units d'Amèrica |
| 24 de març 21:05        | Estats Units OPS 5300 (KH-4B No.1115) | NRO                                         | Terrestre Baixa                                 | Imatgeria òptica                                       | 12 d'abril                                           |                                                      |
| 27 de març 10:59        | Unió Soviètica Voskhod | Unió Soviètica Voskhod                      | Unió Soviètica Plesetsk 43/3                    | Unió Soviètica Plesetsk 43/3                           | Unió Soviètica                                       | Unió Soviètica                                       |
| 27 de març 10:59        | Unió Soviètica Kosmos 401 (Zenit-4M) |                                             | Terrestre Baixa                                 | Imatgeria òptica                                       | 9 d'abril                                            | Reeixit                                              |
| Abril                   | |                                             |                                                 |                                                        |                                                      |                                                      |
| 1 d'abril 02:57:07      | Estats Units Delta E1 | Estats Units Delta E1                       | Estats Units Vandenberg SLC-2E                  | Estats Units Vandenberg SLC-2E                         | Estats Units                                         | Estats Units                                         |
| 1 d'abril 02:57:07      | Canadà Estats Units ISIS-2 | CSA/NASA                                    | Terrestre Baixa                                 | Ionosfèric                                             | En òrbita                                            | Reeixit                                              |
| 1 d'abril 02:57:07      | Vol final del Delta E1 |                                             |                                                 |                                                        |                                                      |                                                      |
| 1 d'abril 11:29         | Unió Soviètica Tsiklon-2 | Unió Soviètica Tsiklon-2                    | Unió Soviètica Baikonur 90/20                   | Unió Soviètica Baikonur 90/20                          | Unió Soviètica                                       | Unió Soviètica                                       |
| 1 d'abril 11:29         | Unió Soviètica Kosmos 402 (US-A) |                                             | Terrestre Baixa                                 | Vigilància de l'oceà                                   | 6 de maig                                            | Reeixit                                              |
| 2 d'abril 08:20         | Unió Soviètica Voskhod | Unió Soviètica Voskhod                      | Unió Soviètica Plesetsk 43/3                    | Unió Soviètica Plesetsk 43/3                           | Unió Soviètica                                       | Unió Soviètica                                       |
| 2 d'abril 08:20         | Unió Soviètica Kosmos 403 (Zenit-2M) |                                             | Terrestre Baixa                                 | Imatgeria òptica                                       | 14 d'abril                                           | Reeixit                                              |
| 4 d'abril 14:27         | Unió Soviètica Tsiklon-2 | Unió Soviètica Tsiklon-2                    | Unió Soviètica Baikonur 90/19                   | Unió Soviètica Baikonur 90/19                          | Unió Soviètica                                       | Unió Soviètica                                       |
| 4 d'abril 14:27         | Unió Soviètica Kosmos 404 (IS-A) |                                             | Terrestre Baixa                                 | Prova d'ASAT                                           | 4 d'abril                                            | Reeixit                                              |
| 4 d'abril 14:27         | Interceptat i destruït pel Kosmos 400 |                                             |                                                 |                                                        |                                                      |                                                      |
| 5 d'abril               | Estats Units Atlas E/F | Estats Units Atlas E/F                      | Estats Units Vandenberg ABRES A-1               | Estats Units Vandenberg ABRES A-1                      | Estats Units Força Aèria dels Estats Units d'Amèrica | Estats Units Força Aèria dels Estats Units d'Amèrica |
| 5 d'abril               | Estats Units LAR-1 | Força Aèria dels Estats Units d'Amèrica     | Suborbital                                      | Prova de REV                                           | 5 d'abril                                            | Reeixit                                              |
| 7 d'abril 07:10         | Unió Soviètica Vostok-2M | Unió Soviètica Vostok-2M                    | Unió Soviètica Plesetsk 43/4                    | Unió Soviètica Plesetsk 43/4                           | Unió Soviètica                                       | Unió Soviètica                                       |
| 7 d'abril 07:10         | Unió Soviètica Kosmos 405 (Tselina-D) |                                             | Terrestre Baixa                                 | ELINT                                                  | En òrbita                                            | Reeixit                                              |
| 14 d'abril 08:00        | Unió Soviètica Voskhod | Unió Soviètica Voskhod                      | Unió Soviètica Plesetsk 43/4                    | Unió Soviètica Plesetsk 43/4                           | Unió Soviètica                                       | Unió Soviètica                                       |
| 14 d'abril 08:00        | Unió Soviètica Kosmos 406 (Zenit-4M) |                                             | Terrestre Baixa                                 | Imatgeria òptica                                       | 24 d'abril                                           | Reeixit                                              |
| 15 d'abril 09:19        | França Diamant B | França Diamant B                            | França Kourou ALD                               | França Kourou ALD                                      | França CNES                                          | França CNES                                          |
| 15 d'abril 09:19        | França Tournesol | CNES                                        | Terrestre Baixa                                 | Ionosfèric                                             | 28 de gener 1980                                     | Reeixit                                              |
| 17 d'abril 11:44:58     | Unió Soviètica Vostok-2M | Unió Soviètica Vostok-2M                    | Unió Soviètica Plesetsk 43/4                    | Unió Soviètica Plesetsk 43/4                           | Unió Soviètica                                       | Unió Soviètica                                       |
| 17 d'abril 11:44:58     | Unió Soviètica Meteor 1-08 (Meteor-M) |                                             | Heliosíncrona                                   | Meteorologia                                           | 10 de gener 1991                                     | Reeixit                                              |
| 19 d'abril 01:40:00     | Unió Soviètica Proton-K | Unió Soviètica Proton-K                     | Unió Soviètica Baikonur 81/24                   | Unió Soviètica Baikonur 81/24                          | Unió Soviètica                                       | Unió Soviètica                                       |
| 19 d'abril 01:40:00     | Unió Soviètica Saliut 1 |                                             | Terrestre Baixa                                 | Estació espacial                                       | 11 d'octubre                                         | Reeixit                                              |
| 19 d'abril 01:40:00     | Primera estació espacial. Visitat per dos grups de tripulació. El primer va fallar en acoblar-se, i el segon es va perdre en l'acoblament                                                                                    |                                             |                                                 |                                                        |                                                      |                                                      |
| 22 d'abril 15:30        | Estats Units Titan III(23)B | Estats Units Titan III(23)B                 | Estats Units Vandenberg SLC-4W                  | Estats Units Vandenberg SLC-4W                         | Estats Units Força Aèria dels Estats Units d'Amèrica | Estats Units Força Aèria dels Estats Units d'Amèrica |
| 22 d'abril 15:30        | Estats Units OPS 7899 (Gambit-3 4331) | NRO                                         | Terrestre Baixa                                 | Imatgeria òptica                                       | 13 de maig                                           | Reeixit                                              |
| 22 d'abril 15:30        | Estats Units OPS 7899 SRV-1 | NRO                                         | Terrestre Baixa                                 | Retorn de gravació                                     | Abril/May                                            | Reeixit                                              |
| 22 d'abril 15:30        | Estats Units OPS 7899 SRV-2 | NRO                                         | Terrestre Baixa                                 | Retorn de gravació                                     | Maig                                                 | Reeixit                                              |
| 22 d'abril 15:30        | Vol final del Titan III(23)B |                                             |                                                 |                                                        |                                                      |                                                      |
| 22 d'abril 23:54:06     | Unió Soviètica Soiuz | Unió Soviètica Soiuz                        | Unió Soviètica Baikonur 1/5                     | Unió Soviètica Baikonur 1/5                            | Unió Soviètica                                       | Unió Soviètica                                       |
| 22 d'abril 23:54:06     | Unió Soviètica Soiuz 10 |                                             | Terrestre Baixa (Saliut 1)                      | Tripulat                                               | 24 d'abril 23:40:00                                  | Error del vehicle                                    |
| 22 d'abril 23:54:06     | Vol tripulat amb tres cosmonautes. Primera missió d'acoblament amb l'estació espacial, avortat després que la nau no va poder acoblar-se amb Saliut 1                                                                        |                                             |                                                 |                                                        |                                                      |                                                      |
| 23 d'abril 11:30        | Unió Soviètica Kosmos-3M | Unió Soviètica Kosmos-3M                    | Unió Soviètica Plesetsk 132/1                   | Unió Soviètica Plesetsk 132/1                          | Unió Soviètica                                       | Unió Soviètica                                       |
| 23 d'abril 11:30        | Unió Soviètica Kosmos 407 (Strela-2M) |                                             | Terrestre Baixa                                 | Comunicacions                                          | En òrbita                                            | Reeixit                                              |
| 24 d'abril 07:32:29     | Estats Units Scout B | Estats Units Scout B                        | Kenya San Marco                                 | Kenya San Marco                                        | Itàlia CRS                                           | Itàlia CRS                                           |
| 24 d'abril 07:32:29     | Itàlia Estats Units San Marco 3 | CRS/NASA                                    | Terrestre Baixa                                 | Atmospheric                                            | 29 de novembre                                       | Reeixit                                              |
| 24 d'abril 11:15:02     | Unió Soviètica Kosmos-2I | Unió Soviètica Kosmos-2I                    | Unió Soviètica Plesetsk 133/1                   | Unió Soviètica Plesetsk 133/1                          | Unió Soviètica                                       | Unió Soviètica                                       |
| 24 d'abril 11:15:02     | Unió Soviètica Kosmos 408 (DS-P1-Yu No.37) |                                             | Terrestre Baixa                                 | Calibratge                                             | 29 de desembre                                       | Reeixit                                              |
| 28 d'abril 14:35        | Unió Soviètica Kosmos-3M | Unió Soviètica Kosmos-3M                    | Unió Soviètica Plesetsk 132/1                   | Unió Soviètica Plesetsk 132/1                          | Unió Soviètica                                       | Unió Soviètica                                       |
| 28 d'abril 14:35        | Unió Soviètica Kosmos 409 (Sfera) |                                             | Terrestre Baixa                                 | Geodèsia                                               | En òrbita                                            | Reeixit                                              |
| Maig                    | |                                             |                                                 |                                                        |                                                      |                                                      |
| 5 de maig 07:43:01      | Estats Units Titan III(23)C | Estats Units Titan III(23)C                 | Estats Units Cape Kennedy LC-40                 | Estats Units Cape Kennedy LC-40                        | Estats Units Força Aèria dels Estats Units d'Amèrica | Estats Units Força Aèria dels Estats Units d'Amèrica |
| 5 de maig 07:43:01      | Estats Units OPS 3811 (DSP SVN-3/IMEWS-2) | Força Aèria dels Estats Units d'Amèrica     | Geosíncrona                                     | Defensa de míssils                                     | En òrbita                                            | Reeixit                                              |
| 6 de maig 06:20         | Unió Soviètica Voskhod | Unió Soviètica Voskhod                      | Unió Soviètica Baikonur 31/6                    | Unió Soviètica Baikonur 31/6                           | Unió Soviètica                                       | Unió Soviètica                                       |
| 6 de maig 06:20         | Unió Soviètica Kosmos 410 (Zenit-2M) |                                             | Terrestre Baixa                                 | Imatgeria òptica                                       | 18 de maig                                           | Reeixit                                              |
| 6 de maig 06:20         | Unió Soviètica Nauka 8KS No.1 |                                             | Terrestre Baixa                                 |                                                        | 25 de maig                                           | Reeixit                                              |
| 7 de maig 14:20         | Unió Soviètica Kosmos-3M | Unió Soviètica Kosmos-3M                    | Unió Soviètica Plesetsk 132/1                   | Unió Soviètica Plesetsk 132/1                          | Unió Soviètica                                       | Unió Soviètica                                       |
| 7 de maig 14:20         | Unió Soviètica Kosmos 411 (Strela-1M) |                                             | Terrestre Baixa                                 | Comunicacions                                          | En òrbita                                            | Reeixit                                              |
| 7 de maig 14:20         | Unió Soviètica Kosmos 412 (Strela-1M) |                                             | Terrestre Baixa                                 | Comunicacions                                          | En òrbita                                            | Reeixit                                              |
| 7 de maig 14:20         | Unió Soviètica Kosmos 413 (Strela-1M) |                                             | Terrestre Baixa                                 | Comunicacions                                          | En òrbita                                            | Reeixit                                              |
| 7 de maig 14:20         | Unió Soviètica Kosmos 414 (Strela-1M) |                                             | Terrestre Baixa                                 | Comunicacions                                          | En òrbita                                            | Reeixit                                              |
| 7 de maig 14:20         | Unió Soviètica Kosmos 415 (Strela-1M) |                                             | Terrestre Baixa                                 | Comunicacions                                          | En òrbita                                            | Reeixit                                              |
| 7 de maig 14:20         | Unió Soviètica Kosmos 416 (Strela-1M) |                                             | Terrestre Baixa                                 | Comunicacions                                          | En òrbita                                            | Reeixit                                              |
| 7 de maig 14:20         | Unió Soviètica Kosmos 417 (Strela-1M) |                                             | Terrestre Baixa                                 | Comunicacions                                          | En òrbita                                            | Reeixit                                              |
| 7 de maig 14:20         | Unió Soviètica Kosmos 418 (Strela-1M) |                                             | Terrestre Baixa                                 | Comunicacions                                          | En òrbita                                            | Reeixit                                              |
| 9 de maig 01:11:02      | Estats Units Atlas SLV-3C Centaur-D | Estats Units Atlas SLV-3C Centaur-D         | Estats Units Cape Kennedy LC-36A                | Estats Units Cape Kennedy LC-36A                       | Estats Units                                         | Estats Units                                         |
| 9 de maig 01:11:02      | Estats Units Mariner 8 | NASA                                        | Destinat: Areocentric                           | Orbitador de Mart                                      | 9 de maig                                            | Error de llançament                                  |
| 9 de maig 01:11:02      | La vectorització d'empenta en l'etapa superior va fallar a causa d'un mal funcionament en el giroscopi, no es va assolir l'òrbita                                                                                            |                                             |                                                 |                                                        |                                                      |                                                      |
| 10 de maig 16:58:42     | Unió Soviètica Proton-K/D | Unió Soviètica Proton-K/D                   | Unió Soviètica Baikonur 81/23                   | Unió Soviètica Baikonur 81/23                          | Unió Soviètica                                       | Unió Soviètica                                       |
| 10 de maig 16:58:42     | Unió Soviètica Kosmos 419 (Mars 3MS No.170) |                                             | Destinat: Areocentric Assolit: Terrestre Baixa  | Orbitador de Mart                                      | 12 de maig                                           | Error de llançament                                  |
| 10 de maig 16:58:42     | Va fallar el Blok D en encendre's a causa d'un error de programació; la costa de fase es va introduir de manera incorrecta en els anys en lloc de hores                                                                      |                                             |                                                 |                                                        |                                                      |                                                      |
| 18 de maig 08:00        | Unió Soviètica Voskhod | Unió Soviètica Voskhod                      | Unió Soviètica Baikonur 31/6                    | Unió Soviètica Baikonur 31/6                           | Unió Soviètica                                       | Unió Soviètica                                       |
| 18 de maig 08:00        | Unió Soviètica Kosmos 420 (Zenit-4M) |                                             | Terrestre Baixa                                 | Imatgeria òptica                                       | 29 de maig                                           | Reeixit                                              |
| 19 de maig 10:20:00     | Unió Soviètica Kosmos-2I | Unió Soviètica Kosmos-2I                    | Unió Soviètica Plesetsk 133/1                   | Unió Soviètica Plesetsk 133/1                          | Unió Soviètica                                       | Unió Soviètica                                       |
| 19 de maig 10:20:00     | Unió Soviètica Kosmos 421 (DS-P1-Yu No.48) |                                             | Terrestre Baixa                                 | Calibratge                                             | 8 de novembre                                        | Reeixit                                              |
| 19 de maig 16:22:44     | Unió Soviètica Proton-K/D | Unió Soviètica Proton-K/D                   | Unió Soviètica Baikonur 81/24                   | Unió Soviètica Baikonur 81/24                          | Unió Soviètica                                       | Unió Soviètica                                       |
| 19 de maig 16:22:44     | Unió Soviètica Mars 2 orbiter |                                             | Areocèntrica                                    | Orbitador de Mart                                      | En òrbita                                            | Reeixit                                              |
| 19 de maig 16:22:44     | Unió Soviètica Mars 2 lander |                                             | Heliocèntrica                                   | Mòdul de descens a Mart                                | 27 de novembre                                       | Error del vehicle                                    |
| 19 de maig 16:22:44     | El mòdul no va aconseguir un aterratge suau, es va impactar en el planeta |                                             |                                                 |                                                        |                                                      |                                                      |
| 22 de maig 00:51        | Unió Soviètica Kosmos-3M | Unió Soviètica Kosmos-3M                    | Unió Soviètica Plesetsk 132/1                   | Unió Soviètica Plesetsk 132/1                          | Unió Soviètica                                       | Unió Soviètica                                       |
| 22 de maig 00:51        | Unió Soviètica Kosmos 422 (Tsiklon) |                                             | Terrestre Baixa                                 | Navegació                                              | En òrbita                                            | Reeixit                                              |
| 27 de maig 11:59:55     | Unió Soviètica Kosmos-2I | Unió Soviètica Kosmos-2I                    | Unió Soviètica Plesetsk 133/1                   | Unió Soviètica Plesetsk 133/1                          | Unió Soviètica                                       | Unió Soviètica                                       |
| 27 de maig 11:59:55     | Unió Soviètica Kosmos 423 (DS-P1-Yu No.47) |                                             | Terrestre Baixa                                 | Calibratge                                             | 26 de novembre                                       | Reeixit                                              |
| 28 de maig 10:30        | Unió Soviètica Voskhod | Unió Soviètica Voskhod                      | Unió Soviètica Plesetsk 43/4                    | Unió Soviètica Plesetsk 43/4                           | Unió Soviètica                                       | Unió Soviètica                                       |
| 28 de maig 10:30        | Unió Soviètica Kosmos 424 (Zenit-4M) |                                             | Terrestre Baixa                                 | Imatgeria òptica                                       | 10 de juny                                           | Reeixit                                              |
| 28 de maig 15:26:30     | Unió Soviètica Proton-K/D | Unió Soviètica Proton-K/D                   | Unió Soviètica Baikonur 81/23                   | Unió Soviètica Baikonur 81/23                          | Unió Soviètica                                       | Unió Soviètica                                       |
| 28 de maig 15:26:30     | Unió Soviètica Mars 3 orbiter |                                             | Areocèntrica                                    | Orbitador de Mart                                      | En òrbita                                            | Reeixit                                              |
| 28 de maig 15:26:30     | Unió Soviètica Mars 3 lander |                                             | Heliocèntrica                                   | Mòdul de descens a Mart                                | 2 de desembre                                        | Error del vehicle                                    |
| 28 de maig 15:26:30     | El mòdul va fallar 20 segons després de l'aterratge |                                             |                                                 |                                                        |                                                      |                                                      |
| 29 de maig 03:49        | Unió Soviètica Kosmos-3M | Unió Soviètica Kosmos-3M                    | Unió Soviètica Plesetsk 132/1                   | Unió Soviètica Plesetsk 132/1                          | Unió Soviètica                                       | Unió Soviètica                                       |
| 29 de maig 03:49        | Unió Soviètica Kosmos 425 (Tselina-OM) |                                             | Terrestre Baixa                                 | ELINT                                                  | 15 de gener 1980                                     | Reeixit                                              |
| 30 de maig 22:23:04     | Estats Units Atlas SLV-3C Centaur-D | Estats Units Atlas SLV-3C Centaur-D         | Estats Units Cape Kennedy LC-36B                | Estats Units Cape Kennedy LC-36B                       | Estats Units                                         | Estats Units                                         |
| 30 de maig 22:23:04     | Estats Units Mariner 9 | NASA                                        | Areocèntrica                                    | Orbitador de Mart                                      | En òrbita                                            | Reeixit                                              |
| 30 de maig 22:23:04     | Primera nau espacial en orbitar Mart després de la inserció orbital el 14 de novembre. Va ser desactivat el 27 d'octubre 1972                                                                                                |                                             |                                                 |                                                        |                                                      |                                                      |
| Juny                    | |                                             |                                                 |                                                        |                                                      |                                                      |
| 4 de juny 18:10:00      | Unió Soviètica Kosmos-3M | Unió Soviètica Kosmos-3M                    | Unió Soviètica Plesetsk 132/2                   | Unió Soviètica Plesetsk 132/2                          | Unió Soviètica                                       | Unió Soviètica                                       |
| 4 de juny 18:10:00      | Unió Soviètica Kosmos 426 (DS-U2-K No.1) |                                             | Terrestre Baixa                                 | Magnetosfèric                                          | 11 de maig 2002                                      | Reeixit                                              |
| 4 de juny 18:10:00      | Cessat les seves operacions en el 12 de gener 1972 |                                             |                                                 |                                                        |                                                      |                                                      |
| 6 de juny 04:55:09      | Unió Soviètica Soiuz | Unió Soviètica Soiuz                        | Unió Soviètica Baikonur 1/5                     | Unió Soviètica Baikonur 1/5                            | Unió Soviètica                                       | Unió Soviètica                                       |
| 6 de juny 04:55:09      | Unió Soviètica Soiuz 11 |                                             | Terrestre Baixa (Saliut 1)                      | Manned                                                 | 29 de juny 23:16:52                                  | Error del vehicle                                    |
| 6 de juny 04:55:09      | Vol tripulat amb tres cosmonautes. La primera missió en ocupar una estació espacial, i l'única missió d'ocupació de la Saliut 1. Tripulació va perdre la vida per la despressurització de la nau durant la reentrada         |                                             |                                                 |                                                        |                                                      |                                                      |
| 7 de juny 05:26         | Canadà Black Brant IVA | Canadà Black Brant IVA                      | Canadà Fort Churchill                           | Canadà Fort Churchill                                  | Canadà AFCRL                                         | Canadà AFCRL                                         |
| 7 de juny 05:26         | Canadà | AFCRL                                       | Suborbital                                      | Ionosfèric                                             | 7 de juny                                            | Reeixit                                              |
| 8 de juny 14:00:05      | Estats Units Thor LV-2F Burner II | Estats Units Thor LV-2F Burner II           | Estats Units Vandenberg SLC-10W                 | Estats Units Vandenberg SLC-10W                        | Estats Units Força Aèria dels Estats Units d'Amèrica | Estats Units Força Aèria dels Estats Units d'Amèrica |
| 8 de juny 14:00:05      | Estats Units SESP-1 (P70-1) | Força Aèria dels Estats Units d'Amèrica/STP | Terrestre Baixa                                 | Tecnologia                                             | 31 de gener 1982                                     | Reeixit                                              |
| 8 de juny 14:00:05      | Vol final del Thor LV-2F Burner II |                                             |                                                 |                                                        |                                                      |                                                      |
| 11 de juny 10:00        | Unió Soviètica Voskhod | Unió Soviètica Voskhod                      | Unió Soviètica Plesetsk 43/4                    | Unió Soviètica Plesetsk 43/4                           | Unió Soviètica                                       | Unió Soviètica                                       |
| 11 de juny 10:00        | Unió Soviètica Kosmos 427 (Zenit-4MK) |                                             | Terrestre Baixa                                 | Imatgeria òptica                                       | 23 de juny                                           | Reeixit                                              |
| 15 de juny 18:41        | Estats Units Titan III(23)D | Estats Units Titan III(23)D                 | Estats Units Vandenberg SLC-4E                  | Estats Units Vandenberg SLC-4E                         | Estats Units Força Aèria dels Estats Units d'Amèrica | Estats Units Força Aèria dels Estats Units d'Amèrica |
| 15 de juny 18:41        | Estats Units OPS 8709 (Hexagon 1201) | NRO                                         | Terrestre Baixa                                 | Imatgeria òptica                                       | 6 d'agost                                            | Reeixit                                              |
| 15 de juny 18:41        | Estats Units OPS 8709 SRV-1 | NRO                                         | Terrestre Baixa                                 | Retorn de gravació                                     | 20 de juny                                           | Error parcial de la nau espacial                     |
| 15 de juny 18:41        | Estats Units OPS 8709 SRV-2 | NRO                                         | Terrestre Baixa                                 | Retorn de gravació                                     | 26 de juny                                           | Reeixit                                              |
| 15 de juny 18:41        | Estats Units OPS 8709 SRV-3 | NRO                                         | Terrestre Baixa                                 | Retorn de gravació                                     | 10 de juliol                                         | Error del vehicle                                    |
| 15 de juny 18:41        | Estats Units OPS 8709 SRV-4 | NRO                                         | Terrestre Baixa                                 | Retorn de gravació                                     | 15 de juliol                                         | Reeixit                                              |
| 15 de juny 18:41        | Vol inaugural del Titan IIID, primer satèl·lit Hexagon. El SRV-1 va ser recuperat de l'aigua, el SRV-3 es va perdre a causa d'un error en el paracaigudes                                                                    |                                             |                                                 |                                                        |                                                      |                                                      |
| 20 de juny 22:45        | Estats Units LGM-25C Titan II | Estats Units LGM-25C Titan II               | Estats Units Vandenberg LC-395C                 | Estats Units Vandenberg LC-395C                        | Estats Units Força Aèria dels Estats Units d'Amèrica | Estats Units Força Aèria dels Estats Units d'Amèrica |
| 20 de juny 22:45        | Estats Units SSTTP M1-17 | Força Aèria dels Estats Units d'Amèrica     | Suborbital                                      | Objectiu                                               | 20 de juny                                           | Reeixit                                              |
| 24 de juny 07:59        | Unió Soviètica Voskhod | Unió Soviètica Voskhod                      | Unió Soviètica Baikonur 31/6                    | Unió Soviètica Baikonur 31/6                           | Unió Soviètica                                       | Unió Soviètica                                       |
| 24 de juny 07:59        | Unió Soviètica Kosmos 428 (Zenit-2M) |                                             | Terrestre Baixa                                 | Imatgeria òptica                                       | 6 de juliol                                          | Reeixit                                              |
| 24 de juny 07:59        | Unió Soviètica Nauka 1KS No.4 |                                             | Terrestre Baixa                                 |                                                        | 13 de juliol                                         | Reeixit                                              |
| 25 de juny              | Unió Soviètica Voskhod | Unió Soviètica Voskhod                      | Unió Soviètica Plesetsk 43/3                    | Unió Soviètica Plesetsk 43/3                           | Unió Soviètica                                       | Unió Soviètica                                       |
| 25 de juny              | Unió Soviètica Zenit-4M |                                             | Destinat: Terrestre Baixa                       | Imatgeria òptica                                       | 25 de juny                                           | Error de llançament                                  |
| 26 de juny 23:15:08     | Unió Soviètica N1 | Unió Soviètica N1                           | Unió Soviètica Baikonur 110/37                  | Unió Soviètica Baikonur 110/37                         | Unió Soviètica                                       | Unió Soviètica                                       |
| 26 de juny 23:15:08     | Unió Soviètica Maqueta del Soiuz 7K-LOK |                                             | Destinat: Altament el·líptica                   | Vol de proves                                          | +51 segons                                           | Error de llançament                                  |
| 26 de juny 23:15:08     | Unió Soviètica Maqueta del LK |                                             | Destinat: Altament el·líptica                   | Vol de proves                                          | +51 segons                                           | Error de llançament                                  |
| 26 de juny 23:15:08     | Pèrdua de control de balanceig. Vehicle desintegrat en max Q |                                             |                                                 |                                                        |                                                      |                                                      |
| 29 de juny 10:12        | Estats Units Atlas E/F-Trident | Estats Units Atlas E/F-Trident              | Estats Units Vandenberg ABRES A-3               | Estats Units Vandenberg ABRES A-3                      | Estats Units Força Aèria dels Estats Units d'Amèrica | Estats Units Força Aèria dels Estats Units d'Amèrica |
| 29 de juny 10:12        | Estats Units RVTO-2A-3 | Força Aèria dels Estats Units d'Amèrica     | Suborbital                                      | Prova de REV                                           | 29 de juny                                           | Reeixit                                              |
| Juliol                  | |                                             |                                                 |                                                        |                                                      |                                                      |
| 8 de juliol 22:58:00    | Estats Units Scout B | Estats Units Scout B                        | Estats Units Wallops LA-3A                      | Estats Units Wallops LA-3A                             | Estats Units NASA                                    | Estats Units NASA                                    |
| 8 de juliol 22:58:00    | Estats Units Explorer 44 (Solrad 10) | NASA                                        | Terrestre Baixa                                 | Solar                                                  | 15 de desembre 1979                                  | Reeixit                                              |
| 16 de juliol 01:41:36   | Unió Soviètica Vostok-2M | Unió Soviètica Vostok-2M                    | Unió Soviètica Plesetsk 43/4                    | Unió Soviètica Plesetsk 43/4                           | Unió Soviètica                                       | Unió Soviètica                                       |
| 16 de juliol 01:41:36   | Unió Soviètica Meteor 1-09 (Meteor-M) |                                             | Heliosíncrona                                   | Meteorologia                                           | 27 d'agost 1991                                      | Reeixit                                              |
| 16 de juliol 10:50      | Estats Units Thorad SLV-2H Agena-D | Estats Units Thorad SLV-2H Agena-D          | Estats Units Vandenberg SLC-1W                  | Estats Units Vandenberg SLC-1W                         | Estats Units Força Aèria dels Estats Units d'Amèrica | Estats Units Força Aèria dels Estats Units d'Amèrica |
| 16 de juliol 10:50      | Estats Units OPS 8373 ("Heavy Ferret") | NRO                                         | Terrestre Baixa                                 | ELINT                                                  | 31 d'agost 1978                                      | Reeixit                                              |
| 20 de juliol 10:00      | Unió Soviètica Voskhod | Unió Soviètica Voskhod                      | Unió Soviètica Baikonur 31/6                    | Unió Soviètica Baikonur 31/6                           | Unió Soviètica                                       | Unió Soviètica                                       |
| 20 de juliol 10:00      | Unió Soviètica Kosmos 429 (Zenit-4M) |                                             | Terrestre Baixa                                 | Imatgeria òptica                                       | 2 d'agost                                            | Reeixit                                              |
| 21 de juliol 16:00      | Canadà Black Brant VC | Canadà Black Brant VC                       | Estats Units Wallops Island                     | Estats Units Wallops Island                            | Estats Units NASA                                    | Estats Units NASA                                    |
| 21 de juliol 16:00      | Estats Units | NASA                                        | Suborbital                                      | Vol de proves                                          | 21 de juliol                                         | Error de llançament                                  |
| 22 de juliol            | Unió Soviètica Kosmos-3M | Unió Soviètica Kosmos-3M                    | Unió Soviètica Plesetsk 132/2                   | Unió Soviètica Plesetsk 132/2                          | Unió Soviètica                                       | Unió Soviètica                                       |
| 22 de juliol            | Unió Soviètica Tselina-OM |                                             | Destinat: Terrestre Baixa                       | ELINT                                                  | 22 de juliol                                         | Error de llançament                                  |
| 22 de juliol            | No va arribar a l'òrbita |                                             |                                                 |                                                        |                                                      |                                                      |
| 23 de juliol 11:00      | Unió Soviètica Voskhod | Unió Soviètica Voskhod                      | Unió Soviètica Plesetsk 43/3                    | Unió Soviètica Plesetsk 43/3                           | Unió Soviètica                                       | Unió Soviètica                                       |
| 23 de juliol 11:00      | Unió Soviètica Kosmos 430 (Zenit-4M) |                                             | Terrestre Baixa                                 | Imatgeria òptica                                       | 5 d'agost                                            | Reeixit                                              |
| 26 de juliol 13:34      | Estats Units Saturn V | Estats Units Saturn V                       | Estats Units Kennedy LC-39A                     | Estats Units Kennedy LC-39A                            | Estats Units NASA                                    | Estats Units NASA                                    |
| 26 de juliol 13:34      | Estats Units Apollo 15 CSM | NASA                                        | Selenocèntrica                                  | Orbitador lunar                                        | 7 d'agost 20:45:53                                   | Reeixit                                              |
| 26 de juliol 13:34      | Estats Units Apollo 15 LM | NASA                                        | Selenocèntrica                                  | Mòdul de descens lunar                                 | 30 de juliol 22:16:29                                | Reeixit                                              |
| 26 de juliol 13:34      | Estats Units PFS-1 | NASA                                        | Selenocèntrica                                  | Magnetosfèric                                          | 1974                                                 | Reeixit                                              |
| 26 de juliol 13:34      | Vol tripulat amb tres astronautes, quart allunatge tripulat i primer ús del Lunar Roving Vehicle, es va desplegar un subsatèl·lit el 4 d'agost a les 20:13 UTC                                                               |                                             |                                                 |                                                        |                                                      |                                                      |
| 28 de juliol 03:29      | Unió Soviètica Molniya-M/ML | Unió Soviètica Molniya-M/ML                 | Unió Soviètica Plesetsk 43/4                    | Unió Soviètica Plesetsk 43/4                           | Unió Soviètica                                       | Unió Soviètica                                       |
| 28 de juliol 03:29      | Unió Soviètica Molniya 1-18 |                                             | Molniya                                         | Comunicacions                                          | 19 de juliol 1977                                    | Reeixit                                              |
| 30 de juliol 08:29      | Unió Soviètica Voskhod | Unió Soviètica Voskhod                      | Unió Soviètica Baikonur 31/6                    | Unió Soviètica Baikonur 31/6                           | Unió Soviètica                                       | Unió Soviètica                                       |
| 30 de juliol 08:29      | Unió Soviètica Kosmos 431 (Zenit-2M) |                                             | Terrestre Baixa                                 | Imatgeria òptica                                       | 11 d'agost                                           | Reeixit                                              |
| Agost                   | |                                             |                                                 |                                                        |                                                      |                                                      |
| 3 d'agost 11:00:00      | Unió Soviètica Kosmos-2I | Unió Soviètica Kosmos-2I                    | Unió Soviètica Plesetsk 133/1                   | Unió Soviètica Plesetsk 133/1                          | Unió Soviètica                                       | Unió Soviètica                                       |
| 3 d'agost 11:00:00      | Unió Soviètica DS-P1-Yu No.33 |                                             | Destinat: Terrestre Baixa                       | Calibratge                                             | +204 segons                                          | Error de llançament                                  |
| 3 d'agost 11:00:00      | Malfuncionament de la 2a etapa, no es va assolir l'òrbita |                                             |                                                 |                                                        |                                                      |                                                      |
| 5 d'agost 10:00         | Unió Soviètica Voskhod | Unió Soviètica Voskhod                      | Unió Soviètica Baikonur 31/6                    | Unió Soviètica Baikonur 31/6                           | Unió Soviètica                                       | Unió Soviètica                                       |
| 5 d'agost 10:00         | Unió Soviètica Kosmos 432 (Zenit-4M) |                                             | Terrestre Baixa                                 | Imatgeria òptica                                       | 18 d'agost                                           | Reeixit                                              |
| 7 d'agost 00:11         | Estats Units Atlas E/F-OV1-PM | Estats Units Atlas E/F-OV1-PM               | Estats Units Vandenberg BMRS-A2                 | Estats Units Vandenberg BMRS-A2                        | Estats Units Força Aèria dels Estats Units d'Amèrica | Estats Units Força Aèria dels Estats Units d'Amèrica |
| 7 d'agost 00:11         | Estats Units OV1-20 | Força Aèria dels Estats Units d'Amèrica     | Terrestre Baixa                                 | Ionosfèric                                             | 29 d'agost                                           | Reeixit                                              |
| 7 d'agost 00:11         | Estats Units OV1-21 | Força Aèria dels Estats Units d'Amèrica     | Terrestre Baixa                                 | Ionosfèric                                             | 29 d'agost                                           | Reeixit                                              |
| 7 d'agost 00:11         | Estats Units LOADS-2 | Força Aèria dels Estats Units d'Amèrica     | Terrestre Baixa                                 | Densitat de l'aire                                     | 31 de gener 1972                                     | Reeixit                                              |
| 7 d'agost 00:11         | Estats Units RTDS | Força Aèria dels Estats Units d'Amèrica     | Terrestre Baixa                                 | Densitat de l'aire                                     | 19 de setembre                                       | Reeixit                                              |
| 7 d'agost 00:11         | Estats Units LCS-4 | Força Aèria dels Estats Units d'Amèrica     | Terrestre Baixa                                 | Densitat de l'aire                                     | En òrbita                                            | Operational                                          |
| 7 d'agost 00:11         | Estats Units Gridsphere 1 (P70-2/AVL-802) | Força Aèria dels Estats Units d'Amèrica     | Terrestre Baixa                                 | Tecnologia                                             | 2 de novembre 1979                                   | Reeixit                                              |
| 7 d'agost 00:11         | Estats Units Gridsphere 2 (P70-2/AVL-802) | Força Aèria dels Estats Units d'Amèrica     | Terrestre Baixa                                 | Tecnologia                                             | 18 de març 1979                                      | Reeixit                                              |
| 7 d'agost 00:11         | Estats Units Gridsphere B (P70-2/AVL-802) | Força Aèria dels Estats Units d'Amèrica     | Terrestre Baixa                                 | Tecnologia                                             | 11 de juny 1972                                      | Reeixit                                              |
| 7 d'agost 00:11         | Estats Units Rigidsphere (P70-2/AVL-802) | Força Aèria dels Estats Units d'Amèrica     | Terrestre Baixa                                 | Densitat de l'aire                                     | 1 de setembre 1981                                   | Reeixit                                              |
| 7 d'agost 00:11         | Dos satèl·lits OV1 desplegats per etapes superiors independents, El LOADS-2 va compartir el tram superior amb el OV1-20, altres càrregues van compartir amb el OV1-21. Totes les càrregues útils passives que no sigui OV1s. |                                             |                                                 |                                                        |                                                      |                                                      |
| 8 d'agost 23:45         | Unió Soviètica R-36OM | Unió Soviètica R-36OM                       | Unió Soviètica Baikonur 191/66                  | Unió Soviètica Baikonur 191/66                         | Unió Soviètica                                       | Unió Soviètica                                       |
| 8 d'agost 23:45         | Unió Soviètica Kosmos 433 (OGCh) |                                             | Terrestre Baixa                                 | FOBS test                                              | 9 d'agost                                            | Reeixit                                              |
| 8 d'agost 23:45         | Vol final del R-36OM, i programa FOBS |                                             |                                                 |                                                        |                                                      |                                                      |
| 12 d'agost 05:30        | Unió Soviètica Soiuz-L | Unió Soviètica Soiuz-L                      | Unió Soviètica Baikonur 31/6                    | Unió Soviètica Baikonur 31/6                           | Unió Soviètica                                       | Unió Soviètica                                       |
| 12 d'agost 05:30        | Unió Soviètica Kosmos 434 (LK T2K No.3) |                                             | Deployed: Terrestre Baixa Final: Terrestre Alta | Vol de proves                                          | 23 d'agost 1981                                      | Reeixit                                              |
| 12 d'agost 05:30        | Vol final del Soiuz-L |                                             |                                                 |                                                        |                                                      |                                                      |
| 12 d'agost 15:30        | Estats Units Titan III(24)B | Estats Units Titan III(24)B                 | Estats Units Vandenberg SLC-4W                  | Estats Units Vandenberg SLC-4W                         | Estats Units Força Aèria dels Estats Units d'Amèrica | Estats Units Força Aèria dels Estats Units d'Amèrica |
| 12 d'agost 15:30        | Estats Units OPS 8607 (Gambit-3 4332) | NRO                                         | Terrestre Baixa                                 | Imatgeria òptica                                       | 3 de setembre                                        | Reeixit                                              |
| 12 d'agost 15:30        | Estats Units OPS 8607 SRV-1 | NRO                                         | Terrestre Baixa                                 | Retorn de gravació                                     | Agost                                                | Reeixit                                              |
| 12 d'agost 15:30        | Estats Units OPS 8607 SRV-2 | NRO                                         | Terrestre Baixa                                 | Retorn de gravació                                     | Setembre                                             | Reeixit                                              |
| 12 d'agost 15:30        | Vol inaugural del Titan III(24)B |                                             |                                                 |                                                        |                                                      |                                                      |
| 16 d'agost 18:39:00     | Estats Units Scout B-1 | Estats Units Scout B-1                      | Estats Units Wallops LA-3A                      | Estats Units Wallops LA-3A                             | Estats Units NASA                                    | Estats Units NASA                                    |
| 16 d'agost 18:39:00     | França Eole | CNES                                        | Terrestre Baixa                                 | Comunicacions                                          | En òrbita                                            | Reeixit                                              |
| 16 d'agost 18:39:00     | Vol inaugural del Scout B-1 |                                             |                                                 |                                                        |                                                      |                                                      |
| 19 d'agost              | Unió Soviètica Voskhod | Unió Soviètica Voskhod                      | Unió Soviètica Baikonur 31/6                    | Unió Soviètica Baikonur 31/6                           | Unió Soviètica                                       | Unió Soviètica                                       |
| 19 d'agost              | Unió Soviètica Zenit-4M |                                             | Destinat: Terrestre Baixa                       | Imatgeria òptica                                       | 19 d'agost                                           | Error de llançament                                  |
| 19 d'agost              | No es va assolir l'òrbita |                                             |                                                 |                                                        |                                                      |                                                      |
| 27 d'agost 10:54:56     | Unió Soviètica Kosmos-2I | Unió Soviètica Kosmos-2I                    | Unió Soviètica Plesetsk 133/1                   | Unió Soviètica Plesetsk 133/1                          | Unió Soviètica                                       | Unió Soviètica                                       |
| 27 d'agost 10:54:56     | Unió Soviètica Kosmos 435 (DS-P1-Yu No.41) |                                             | Terrestre Baixa                                 | Calibratge                                             | 28 de gener 1972                                     | Reeixit                                              |
| 28 d'agost 02:22        | Estats Units LGM-25C Titan II | Estats Units LGM-25C Titan II               | Estats Units Vandenberg LC-395C                 | Estats Units Vandenberg LC-395C                        | Estats Units Força Aèria dels Estats Units d'Amèrica | Estats Units Força Aèria dels Estats Units d'Amèrica |
| 28 d'agost 02:22        | Estats Units SSTTP M2-1 | Força Aèria dels Estats Units d'Amèrica     | Suborbital                                      | Objectiu                                               | 28 d'agost                                           | Reeixit                                              |
| Setembre                | |                                             |                                                 |                                                        |                                                      |                                                      |
| 1 de setembre           | Estats Units Atlas E/F | Estats Units Atlas E/F                      | Estats Units Vandenberg BMRS A-1                | Estats Units Vandenberg BMRS A-1                       | Estats Units Força Aèria dels Estats Units d'Amèrica | Estats Units Força Aèria dels Estats Units d'Amèrica |
| 1 de setembre           | Estats Units LAR-2 | Força Aèria dels Estats Units d'Amèrica     | Suborbital                                      | Prova de REV                                           | 1 de setembre                                        | Reeixit                                              |
| 2 de setembre 13:40:40  | Unió Soviètica Proton-K/D | Unió Soviètica Proton-K/D                   | Unió Soviètica Baikonur 81/24                   | Unió Soviètica Baikonur 81/24                          | Unió Soviètica                                       | Unió Soviètica                                       |
| 2 de setembre 13:40:40  | Unió Soviètica Luna 18 |                                             | Altament el·líptica                             | Missió de retorn de mostres lunar                      | 11 de setembre                                       | Error del vehicle                                    |
| 2 de setembre 13:40:40  | No es va aconseguir un aterratge suau, va impactar a la Lluna |                                             |                                                 |                                                        |                                                      |                                                      |
| 4 de setembre 13:52     | Canadà Black Brant IIIB | Canadà Black Brant IIIB                     | Estats Units Resolute Bay                       | Estats Units Resolute Bay                              | Estats Units NASA                                    | Estats Units NASA                                    |
| 4 de setembre 13:52     | Estats Units | NASA                                        | Suborbital                                      | Plasma physics                                         | 4 de setembre                                        | Reeixit                                              |
| 5 de setembre 13:44     | Canadà Black Brant IIIB | Canadà Black Brant IIIB                     | Estats Units Resolute Bay                       | Estats Units Resolute Bay                              | Estats Units NASA                                    | Estats Units NASA                                    |
| 5 de setembre 13:44     | Estats Units | NASA                                        | Suborbital                                      | Plasma physics                                         | 5 de setembre                                        | Reeixit                                              |
| 7 de setembre 01:15     | Unió Soviètica Kosmos-3M | Unió Soviètica Kosmos-3M                    | Unió Soviètica Plesetsk 132/2                   | Unió Soviètica Plesetsk 132/2                          | Unió Soviètica                                       | Unió Soviètica                                       |
| 7 de setembre 01:15     | Unió Soviètica Kosmos 436 (Tselina-OM) |                                             | Terrestre Baixa                                 | ELINT                                                  | 4 de gener 1980                                      | Reeixit                                              |
| 10 de setembre 03:37    | Unió Soviètica Kosmos-3M | Unió Soviètica Kosmos-3M                    | Unió Soviètica Plesetsk 132/2                   | Unió Soviètica Plesetsk 132/2                          | Unió Soviètica                                       | Unió Soviètica                                       |
| 10 de setembre 03:37    | Unió Soviètica Kosmos 437 (Tselina-OM) |                                             | Terrestre Baixa                                 | ELINT                                                  | 29 de març 1980                                      | Reeixit                                              |
| 10 de setembre 21:33    | Estats Units Thorad SLV-2H Agena-D | Estats Units Thorad SLV-2H Agena-D          | Estats Units Vandenberg SLC-3W                  | Estats Units Vandenberg SLC-3W                         | Estats Units Força Aèria dels Estats Units d'Amèrica | Estats Units Força Aèria dels Estats Units d'Amèrica |
| 10 de setembre 21:33    | Estats Units OPS 5454 (KH-4B No.1115) | NRO                                         | Terrestre Baixa                                 | Imatgeria òptica                                       | 5 d'octubre                                          |                                                      |
| 10 de setembre 21:33    | Estats Units OPS 7681 (EHH-B) | NRO                                         | Terrestre Baixa                                 | ELINT                                                  | 3 de febrer 1976                                     |                                                      |
| 10 de setembre          | Xina Dongfeng 5 | Xina Dongfeng 5                             | Xina Jiuquan LA-2B                              | Xina Jiuquan LA-2B                                     | Xina                                                 | Xina                                                 |
| 10 de setembre          | Xina |                                             | Suborbital                                      | Vol de proves                                          | 10 de setembre                                       | Reeixit                                              |
| 10 de setembre          | Vol inaugural del Dongfeng 5 |                                             |                                                 |                                                        |                                                      |                                                      |
| 14 de setembre 13:00    | Unió Soviètica Voskhod | Unió Soviètica Voskhod                      | Unió Soviètica Plesetsk 43/4                    | Unió Soviètica Plesetsk 43/4                           | Unió Soviètica                                       | Unió Soviètica                                       |
| 14 de setembre 13:00    | Unió Soviètica Kosmos 438 (Zenit-4MK) |                                             | Terrestre Baixa                                 | Imatgeria òptica                                       | 23 de juny                                           | Reeixit                                              |
| 21 de setembre 12:00    | Unió Soviètica Voskhod | Unió Soviètica Voskhod                      | Unió Soviètica Plesetsk 43/3                    | Unió Soviètica Plesetsk 43/3                           | Unió Soviètica                                       | Unió Soviètica                                       |
| 21 de setembre 12:00    | Unió Soviètica Kosmos 439 (Zenit-2M) |                                             | Terrestre Baixa                                 | Imatgeria òptica                                       | 2 d'octubre                                          | Reeixit                                              |
| 24 de setembre 10:30:00 | Unió Soviètica Kosmos-2I | Unió Soviètica Kosmos-2I                    | Unió Soviètica Plesetsk 133/1                   | Unió Soviètica Plesetsk 133/1                          | Unió Soviètica                                       | Unió Soviètica                                       |
| 24 de setembre 10:30:00 | Unió Soviètica Kosmos 440 (DS-P1-I No.11) |                                             | Terrestre Baixa                                 | Objectiu de radar                                      | 29 d'octubre 1972                                    | Reeixit                                              |
| 28 de setembre 04:00:00 | Japó Mu-3S | Japó Mu-3S                                  | Japó Kagoshima LA-M                             | Japó Kagoshima LA-M                                    | Japó ISAS                                            | Japó ISAS                                            |
| 28 de setembre 04:00:00 | Japó Shinsei | ISAS                                        | Terrestre Baixa                                 | Solar Ionosfèric                                       | En òrbita                                            | Reeixit                                              |
| 28 de setembre 07:40    | Unió Soviètica Voskhod | Unió Soviètica Voskhod                      | Unió Soviètica Baikonur 31/6                    | Unió Soviètica Baikonur 31/6                           | Unió Soviètica                                       | Unió Soviètica                                       |
| 28 de setembre 07:40    | Unió Soviètica Kosmos 441 (Zenit-4M) |                                             | Terrestre Baixa                                 | Imatgeria òptica                                       | 10 d'octubre                                         | Reeixit                                              |
| 28 de setembre 10:00:22 | Unió Soviètica Proton-K/D | Unió Soviètica Proton-K/D                   | Unió Soviètica Baikonur 81/24                   | Unió Soviètica Baikonur 81/24                          | Unió Soviètica                                       | Unió Soviètica                                       |
| 28 de setembre 10:00:22 | Unió Soviètica Luna 19 |                                             | Selenocèntrica                                  | Orbitador lunar                                        | En òrbita                                            | Reeixit                                              |
| 29 de setembre 09:45:00 | Estats Units Delta N | Estats Units Delta N                        | Estats Units Cape Kennedy LC-17A                | Estats Units Cape Kennedy LC-17A                       | Estats Units                                         | Estats Units                                         |
| 29 de setembre 09:45:00 | Estats Units OSO-7 | NASA                                        | Terrestre Baixa                                 | Solar                                                  | 9 de juliol 1974                                     | Reeixit                                              |
| 29 de setembre 09:45:00 | Estats Units TETR-4 | NASA                                        | Terrestre Baixa                                 | Tracking target                                        | 19 de setembre 1978                                  | Reeixit                                              |
| 29 de setembre 11:30    | Unió Soviètica Voskhod | Unió Soviètica Voskhod                      | Unió Soviètica Plesetsk 43/3                    | Unió Soviètica Plesetsk 43/3                           | Unió Soviètica                                       | Unió Soviètica                                       |
| 29 de setembre 11:30    | Unió Soviètica Kosmos 442 (Zenit-4M) |                                             | Terrestre Baixa                                 | Imatgeria òptica                                       | 12 d'octubre                                         | Reeixit                                              |
| Octubre                 | |                                             |                                                 |                                                        |                                                      |                                                      |
| 7 d'octubre 12:30       | Unió Soviètica Voskhod | Unió Soviètica Voskhod                      | Unió Soviètica Plesetsk 43/3                    | Unió Soviètica Plesetsk 43/3                           | Unió Soviètica                                       | Unió Soviètica                                       |
| 7 d'octubre 12:30       | Unió Soviètica Kosmos 443 (Zenit-2M) |                                             | Terrestre Baixa                                 | Imatgeria òptica                                       | 19 d'octubre                                         | Reeixit                                              |
| 7 d'octubre 12:30       | Unió Soviètica Nauka 8KS No.2 |                                             | Terrestre Baixa                                 |                                                        | 30 d'octubre                                         | Reeixit                                              |
| 13 d'octubre 13:41      | Unió Soviètica Kosmos-3M | Unió Soviètica Kosmos-3M                    | Unió Soviètica Plesetsk 132/2                   | Unió Soviètica Plesetsk 132/2                          | Unió Soviètica                                       | Unió Soviètica                                       |
| 13 d'octubre 13:41      | Unió Soviètica Kosmos 444 (Strela-1M) |                                             | Terrestre Baixa                                 | Comunicacions                                          | En òrbita                                            | Reeixit                                              |
| 13 d'octubre 13:41      | Unió Soviètica Kosmos 445 (Strela-1M) |                                             | Terrestre Baixa                                 | Comunicacions                                          | En òrbita                                            | Reeixit                                              |
| 13 d'octubre 13:41      | Unió Soviètica Kosmos 446 (Strela-1M) |                                             | Terrestre Baixa                                 | Comunicacions                                          | En òrbita                                            | Reeixit                                              |
| 13 d'octubre 13:41      | Unió Soviètica Kosmos 447 (Strela-1M) |                                             | Terrestre Baixa                                 | Comunicacions                                          | En òrbita                                            | Reeixit                                              |
| 13 d'octubre 13:41      | Unió Soviètica Kosmos 448 (Strela-1M) |                                             | Terrestre Baixa                                 | Comunicacions                                          | En òrbita                                            | Reeixit                                              |
| 13 d'octubre 13:41      | Unió Soviètica Kosmos 449 (Strela-1M) |                                             | Terrestre Baixa                                 | Comunicacions                                          | En òrbita                                            | Reeixit                                              |
| 13 d'octubre 13:41      | Unió Soviètica Kosmos 450 (Strela-1M) |                                             | Terrestre Baixa                                 | Comunicacions                                          | En òrbita                                            | Reeixit                                              |
| 13 d'octubre 13:41      | Unió Soviètica Kosmos 451 (Strela-1M) |                                             | Terrestre Baixa                                 | Comunicacions                                          | En òrbita                                            | Reeixit                                              |
| 14 d'octubre 07:51:17   | Estats Units Thor LV-2F Burner IIA | Estats Units Thor LV-2F Burner IIA          | Estats Units Vandenberg SLC-10W                 | Estats Units Vandenberg SLC-10W                        | Estats Units Força Aèria dels Estats Units d'Amèrica | Estats Units Força Aèria dels Estats Units d'Amèrica |
| 14 d'octubre 07:51:17   | Estats Units OPS 4311 (DAPP-5B F-1) | Força Aèria dels Estats Units d'Amèrica     | Terrestre Baixa                                 | Meteorologia                                           | En òrbita                                            | Reeixit                                              |
| 14 d'octubre 07:51:17   | Vol inaugural del Thor LV-2F Burner IIA |                                             |                                                 |                                                        |                                                      |                                                      |
| 14 d'octubre 09:00      | Unió Soviètica Voskhod | Unió Soviètica Voskhod                      | Unió Soviètica Baikonur 31/6                    | Unió Soviètica Baikonur 31/6                           | Unió Soviètica                                       | Unió Soviètica                                       |
| 14 d'octubre 09:00      | Unió Soviètica Kosmos 452 (Zenit-4M) |                                             | Terrestre Baixa                                 | Imatgeria òptica                                       | 27 d'octubre                                         | Reeixit                                              |
| 17 d'octubre 13:36      | Estats Units Thorad SLV-2G Agena-D | Estats Units Thorad SLV-2G Agena-D          | Estats Units Vandenberg SLC-1W                  | Estats Units Vandenberg SLC-1W                         | Estats Units Força Aèria dels Estats Units d'Amèrica | Estats Units Força Aèria dels Estats Units d'Amèrica |
| 17 d'octubre 13:36      | Estats Units ASTEX (P71-2) | STP                                         | Terrestre Baixa                                 | Tecnologia                                             | En òrbita                                            | Reeixit                                              |
| 19 d'octubre 12:40:01   | Unió Soviètica Kosmos-2I | Unió Soviètica Kosmos-2I                    | Unió Soviètica Plesetsk 133/1                   | Unió Soviètica Plesetsk 133/1                          | Unió Soviètica                                       | Unió Soviètica                                       |
| 19 d'octubre 12:40:01   | Unió Soviètica Kosmos 453 (DS-P1-Yu No.44) |                                             | Terrestre Baixa                                 | Calibratge                                             | 19 de març 1972                                      | Reeixit                                              |
| 21 d'octubre 11:32:00   | Estats Units Delta N6 | Estats Units Delta N6                       | Estats Units Vandenberg SLC-2E                  | Estats Units Vandenberg SLC-2E                         | Estats Units                                         | Estats Units                                         |
| 21 d'octubre 11:32:00   | Estats Units ITOS-B | NOAA                                        | Destinat: Terrestre Baixa                       | Meteorologia                                           | 21 d'octubre                                         | Error de llançament                                  |
| 21 d'octubre 11:32:00   | Vol final del Delta N6, una fuita d'oxidant va dur a una separació prematura de la segona etapa. Les restes van arribar a l'òrbita, excepte la càrrega                                                                       |                                             |                                                 |                                                        |                                                      |                                                      |
| 23 d'octubre 17:01      | Estats Units Titan III(24)B | Estats Units Titan III(24)B                 | Estats Units Vandenberg SLC-4W                  | Estats Units Vandenberg SLC-4W                         | Estats Units Força Aèria dels Estats Units d'Amèrica | Estats Units Força Aèria dels Estats Units d'Amèrica |
| 23 d'octubre 17:01      | Estats Units OPS 7616 (Gambit-3 4333) | NRO                                         | Terrestre Baixa                                 | Imatgeria òptica                                       | 17 de novembre                                       | Reeixit                                              |
| 23 d'octubre 17:01      | Estats Units OPS 7616 SRV-1 | NRO                                         | Terrestre Baixa                                 | Retorn de gravació                                     | Octubre/November                                     | Reeixit                                              |
| 23 d'octubre 17:01      | Estats Units OPS 7616 SRV-2 | NRO                                         | Terrestre Baixa                                 | Retorn de gravació                                     | Novembre                                             | Reeixit                                              |
| 28 d'octubre 04:09:29   | Regne Unit Black Arrow | Regne Unit Black Arrow                      | Austràlia Woomera LA-5B                         | Austràlia Woomera LA-5B                                | Regne Unit RAE                                       | Regne Unit RAE                                       |
| 28 d'octubre 04:09:29   | Regne Unit Prospero (X-3) | RAE                                         | Terrestre Baixa                                 | Tecnologia                                             | En òrbita                                            | Reeixit                                              |
| 28 d'octubre 04:09:29   | Primer i únic llançament orbital amb èxit britànic. Vol final del Black Arrow i l'últim llançament orbital de Woomera |                                             |                                                 |                                                        |                                                      |                                                      |
| Novembre                | |                                             |                                                 |                                                        |                                                      |                                                      |
| 2 de novembre 14:25     | Unió Soviètica Voskhod | Unió Soviètica Voskhod                      | Unió Soviètica Plesetsk 41/1                    | Unió Soviètica Plesetsk 41/1                           | Unió Soviètica                                       | Unió Soviètica                                       |
| 2 de novembre 14:25     | Unió Soviètica Kosmos 454 (Zenit-4M) |                                             | Terrestre Baixa                                 | Imatgeria òptica                                       | 16 de novembre                                       | Reeixit                                              |
| 3 de novembre 03:09:06  | Estats Units Titan III(23)C | Estats Units Titan III(23)C                 | Estats Units Cape Kennedy LC-40                 | Estats Units Cape Kennedy LC-40                        | Estats Units Força Aèria dels Estats Units d'Amèrica | Estats Units Força Aèria dels Estats Units d'Amèrica |
| 3 de novembre 03:09:06  | Estats Units OPS 3431 (DSCS II A1) | Força Aèria dels Estats Units d'Amèrica     | Geosíncrona                                     | Comunicacions                                          | En òrbita                                            | Reeixit                                              |
| 3 de novembre 03:09:06  | Estats Units OPS 9432 (DSCS II A2) | Força Aèria dels Estats Units d'Amèrica     | Geosíncrona                                     | Comunicacions                                          |                                                      |                                                      |
| 5 de novembre 13:00     | Europa Europa II | Europa Europa II                            | França Kourou CECLES                            | França Kourou CECLES                                   | Europa ELDO                                          | Europa ELDO                                          |
| 5 de novembre 13:00     | Europa STV-4 | ELDO                                        | Destinat: Transferència geosíncrona             | Tecnologia                                             | 5 de novembre                                        | Error de llançament                                  |
| 5 de novembre 13:00     | Error estructural en la 3a etapa. Vol únic del Europa II, i vol final de la família Europa. Llançament final conduït per ELDO, primer llançament des de CECLES (més tard ELA-1)                                              |                                             |                                                 |                                                        |                                                      |                                                      |
| 15 de novembre 05:52:00 | Estats Units Scout B | Estats Units Scout B                        | Kenya San Marco                                 | Kenya San Marco                                        | Itàlia CRS                                           | Itàlia CRS                                           |
| 15 de novembre 05:52:00 | Estats Units Explorer 45 (SSS-1) | NASA                                        | Terrestre Mitjana                               | Magnetosfèric                                          | 3 de maig 1987                                       | Reeixit                                              |
| 15 de novembre 05:52:00 | Vol final del Scout B |                                             |                                                 |                                                        |                                                      |                                                      |
| 17 de novembre 11:09:48 | Unió Soviètica Kosmos-2I | Unió Soviètica Kosmos-2I                    | Unió Soviètica Plesetsk 133/1                   | Unió Soviètica Plesetsk 133/1                          | Unió Soviètica                                       | Unió Soviètica                                       |
| 17 de novembre 11:09:48 | Unió Soviètica Kosmos 455 (DS-P1-Yu No.54) |                                             | Terrestre Baixa                                 | Calibratge                                             | 9 d'abril 1972                                       | Reeixit                                              |
| 19 de novembre 12:00    | Unió Soviètica Voskhod | Unió Soviètica Voskhod                      | Unió Soviètica Plesetsk 43/3                    | Unió Soviètica Plesetsk 43/3                           | Unió Soviètica                                       | Unió Soviètica                                       |
| 19 de novembre 12:00    | Unió Soviètica Kosmos 456 (Zenit-4M) |                                             | Terrestre Baixa                                 | Imatgeria òptica                                       | 2 de desembre                                        | Reeixit                                              |
| 20 de novembre 18:00    | Unió Soviètica Kosmos-3M | Unió Soviètica Kosmos-3M                    | Unió Soviètica Plesetsk 132/2                   | Unió Soviètica Plesetsk 132/2                          | Unió Soviètica                                       | Unió Soviètica                                       |
| 20 de novembre 18:00    | Unió Soviètica Kosmos 457 (Sfera) |                                             | Terrestre Baixa                                 | Geodèsia                                               | En òrbita                                            | Reeixit                                              |
| 24 de novembre 09:30    | Unió Soviètica Molniya-M/ML | Unió Soviètica Molniya-M/ML                 | Unió Soviètica Plesetsk 43/4                    | Unió Soviètica Plesetsk 43/4                           | Unió Soviètica                                       | Unió Soviètica                                       |
| 24 de novembre 09:30    | Unió Soviètica Molniya 2-01 |                                             | Molniya                                         | Comunicacions                                          | 10 de maig 1976                                      | Reeixit                                              |
| 29 de novembre 10:09:56 | Unió Soviètica Kosmos-2I | Unió Soviètica Kosmos-2I                    | Unió Soviètica Plesetsk 133/1                   | Unió Soviètica Plesetsk 133/1                          | Unió Soviètica                                       | Unió Soviètica                                       |
| 29 de novembre 10:09:56 | Unió Soviètica Kosmos 458 (DS-P1-Yu No.53) |                                             | Terrestre Baixa                                 | Calibratge                                             | 20 d'abril 1972                                      | Reeixit                                              |
| 29 de novembre 17:30:00 | Unió Soviètica Kosmos-3M | Unió Soviètica Kosmos-3M                    | Unió Soviètica Plesetsk 132/1                   | Unió Soviètica Plesetsk 132/1                          | Unió Soviètica                                       | Unió Soviètica                                       |
| 29 de novembre 17:30:00 | Unió Soviètica Kosmos 459 (DS-P1-M No.5) |                                             | Terrestre Baixa                                 | ASAT target                                            | 3 de desembre (destruït)                             | Reeixit                                              |
| 29 de novembre 17:30:00 | Destruït pel Kosmos 462 |                                             |                                                 |                                                        |                                                      |                                                      |
| 30 de novembre 16:39    | Unió Soviètica Kosmos-3M | Unió Soviètica Kosmos-3M                    | Unió Soviètica Plesetsk 132/2                   | Unió Soviètica Plesetsk 132/2                          | Unió Soviètica                                       | Unió Soviètica                                       |
| 30 de novembre 16:39    | Unió Soviètica Kosmos 460 (Tselina-OM) |                                             | Terrestre Baixa                                 | ELINT                                                  | 5 de març 1980                                       | Reeixit                                              |
| Desembre                | |                                             |                                                 |                                                        |                                                      |                                                      |
| 2 de desembre 08:25:14  | Unió Soviètica Kosmos-2I | Unió Soviètica Kosmos-2I                    | Unió Soviètica Kapustin Iar 86/4                | Unió Soviètica Kapustin Iar 86/4                       | Unió Soviètica                                       | Unió Soviètica                                       |
| 2 de desembre 08:25:14  | Unió Soviètica Interkosmos 5 (DS-U2-IK No.2) |                                             | Terrestre Baixa                                 |                                                        | 7 d'abril 1972                                       | Reeixit                                              |
| 2 de desembre 17:30:01  | Unió Soviètica Kosmos-3M | Unió Soviètica Kosmos-3M                    | Unió Soviètica Plesetsk 132/1                   | Unió Soviètica Plesetsk 132/1                          | Unió Soviètica                                       | Unió Soviètica                                       |
| 2 de desembre 17:30:01  | Unió Soviètica Kosmos 461 (DS-U2-MT No.1) |                                             | Terrestre Baixa                                 | Detecció de micrometeoroides Astronomia de raigs gamma | 21 de febrer 1979                                    | Reeixit                                              |
| 2 de desembre 17:30:01  | Va cessar les operacions en el 14 de desembre 1972 |                                             |                                                 |                                                        |                                                      |                                                      |
| 3 de desembre 13:19     | Unió Soviètica Tsiklon-2 | Unió Soviètica Tsiklon-2                    | Unió Soviètica Baikonur 90/19                   | Unió Soviètica Baikonur 90/19                          | Unió Soviètica                                       | Unió Soviètica                                       |
| 3 de desembre 13:19     | Unió Soviètica Kosmos 462 (IS-A) |                                             | Terrestre Baixa                                 | Prova d'ASAT                                           | 4 d'abril 1975                                       | Reeixit                                              |
| 3 de desembre 13:19     | Interceptat i destruït pel Kosmos 459 |                                             |                                                 |                                                        |                                                      |                                                      |
| 3 de desembre           | Unió Soviètica Voskhod | Unió Soviètica Voskhod                      | Unió Soviètica Plesetsk 43/4                    | Unió Soviètica Plesetsk 43/4                           | Unió Soviètica                                       | Unió Soviètica                                       |
| 3 de desembre           | Unió Soviètica Zenit-2M |                                             | Destinat: Terrestre Baixa                       | Imatgeria òptica                                       | 3 de desembre                                        | Error de llançament                                  |
| 3 de desembre           | Unió Soviètica Nauka 5KS No.2 |                                             | Destinat: Terrestre Baixa                       |                                                        | 3 de desembre                                        | Error de llançament                                  |
| 4 de desembre 22:33     | Estats Units Atlas SLV-3A Agena-D | Estats Units Atlas SLV-3A Agena-D           | Estats Units Cape Kennedy LC-13                 | Estats Units Cape Kennedy LC-13                        | Estats Units Força Aèria dels Estats Units d'Amèrica | Estats Units Força Aèria dels Estats Units d'Amèrica |
| 4 de desembre 22:33     | Estats Units Canyon | Força Aèria dels Estats Units d'Amèrica     | Destinat: Geosíncrona                           | ELINT                                                  | 4 de desembre                                        | Error de llançament                                  |
| 4 de desembre 22:33     | Malfuncionament en la 1a etapa, no es va assolir l'òrbita |                                             |                                                 |                                                        |                                                      |                                                      |
| 5 de desembre 16:20     | França Diamant B | França Diamant B                            | França Kourou ALD                               | França Kourou ALD                                      | França CNES                                          | França CNES                                          |
| 5 de desembre 16:20     | França Polaire | CNES                                        | Destinat: Terrestre Baixa                       | Ionosfèric                                             | 5 de desembre                                        | Error de llançament                                  |
| 5 de desembre 16:20     | Malfuncionament en la 2a etapa, no es va assolir l'òrbita |                                             |                                                 |                                                        |                                                      |                                                      |
| 6 de desembre 09:50     | Unió Soviètica Voskhod | Unió Soviètica Voskhod                      | Unió Soviètica Baikonur 31/6                    | Unió Soviètica Baikonur 31/6                           | Unió Soviètica                                       | Unió Soviètica                                       |
| 6 de desembre 09:50     | Unió Soviètica Kosmos 463 (Zenit-4M) |                                             | Terrestre Baixa                                 | Imatgeria òptica                                       | 11 de desembre                                       | Reeixit                                              |
| 10 de desembre 11:00    | Unió Soviètica Voskhod | Unió Soviètica Voskhod                      | Unió Soviètica Plesetsk 43/3                    | Unió Soviètica Plesetsk 43/3                           | Unió Soviètica                                       | Unió Soviètica                                       |
| 10 de desembre 11:00    | Unió Soviètica Kosmos 464 (Zenit-4M) |                                             | Terrestre Baixa                                 | Imatgeria òptica                                       | 16 de desembre                                       | Reeixit                                              |
| 11 de desembre 20:47:01 | Estats Units Scout B-1 | Estats Units Scout B-1                      | Estats Units Vandenberg SLC-5                   | Estats Units Vandenberg SLC-5                          | Estats Units NASA                                    | Estats Units NASA                                    |
| 11 de desembre 20:47:01 | Regne Unit Ariel 4 | SRC                                         | Terrestre Baixa                                 | Ionosfèric                                             | 12 de desembre 1978                                  | Reeixit                                              |
| 14 de desembre 12:13    | Estats Units Thorad SLV-2G Agena-D | Estats Units Thorad SLV-2G Agena-D          | Estats Units Vandenberg SLC-1W                  | Estats Units Vandenberg SLC-1W                         | Estats Units Força Aèria dels Estats Units d'Amèrica | Estats Units Força Aèria dels Estats Units d'Amèrica |
| 14 de desembre 12:13    | Estats Units OPS 7898 Payload 1 (Poppy) | NRO                                         | Terrestre Baixa                                 | ELINT                                                  | En òrbita                                            | Reeixit                                              |
| 14 de desembre 12:13    | Estats Units OPS 7898 Payload 2 | NRO                                         | Terrestre Baixa                                 | ELINT                                                  | En òrbita                                            | Reeixit                                              |
| 14 de desembre 12:13    | Estats Units OPS 7898 Payload 3 | NRO                                         | Terrestre Baixa                                 | ELINT                                                  | En òrbita                                            | Reeixit                                              |
| 14 de desembre 12:13    | Estats Units OPS 7898 Payload 4 | NRO                                         | Terrestre Baixa                                 | ELINT                                                  | En òrbita                                            | Reeixit                                              |
| 14 de desembre 12:13    | Vol final del Thorad SLV-2G Agena-D |                                             |                                                 |                                                        |                                                      |                                                      |
| 15 de desembre 04:31    | Unió Soviètica Kosmos-3M | Unió Soviètica Kosmos-3M                    | Unió Soviètica Plesetsk 132/2                   | Unió Soviètica Plesetsk 132/2                          | Unió Soviètica                                       | Unió Soviètica                                       |
| 15 de desembre 04:31    | Unió Soviètica Kosmos 465 (Tsiklon) |                                             | Terrestre Baixa                                 | Navegació                                              | En òrbita                                            | Reeixit                                              |
| 16 de desembre 09:39    | Unió Soviètica Voskhod | Unió Soviètica Voskhod                      | Unió Soviètica Baikonur 31/6                    | Unió Soviètica Baikonur 31/6                           | Unió Soviètica                                       | Unió Soviètica                                       |
| 16 de desembre 09:39    | Unió Soviètica Kosmos 466 (Zenit-4M) |                                             | Terrestre Baixa                                 | Imatgeria òptica                                       | 18 d'agost                                           | Reeixit                                              |
| 17 de desembre 10:39:58 | Unió Soviètica Kosmos-2I | Unió Soviètica Kosmos-2I                    | Unió Soviètica Plesetsk 133/1                   | Unió Soviètica Plesetsk 133/1                          | Unió Soviètica                                       | Unió Soviètica                                       |
| 17 de desembre 10:39:58 | Unió Soviètica Kosmos 467 (DS-P1-Yu No.45) |                                             | Terrestre Baixa                                 | Calibratge                                             | 18 d'abril 1972                                      | Reeixit                                              |
| 17 de desembre 13:00    | Unió Soviètica Kosmos-3M | Unió Soviètica Kosmos-3M                    | Unió Soviètica Plesetsk 132/2                   | Unió Soviètica Plesetsk 132/2                          | Unió Soviètica                                       | Unió Soviètica                                       |
| 17 de desembre 13:00    | Unió Soviètica Kosmos 468 (Strela-2M) |                                             | Terrestre Baixa                                 | Comunicacions                                          | En òrbita                                            | Reeixit                                              |
| 19 de desembre 22:50    | Unió Soviètica Molniya-M/ML | Unió Soviètica Molniya-M/ML                 | Unió Soviètica Plesetsk 41/1                    | Unió Soviètica Plesetsk 41/1                           | Unió Soviètica                                       | Unió Soviètica                                       |
| 19 de desembre 22:50    | Unió Soviètica Molniya 1-19 |                                             | Molniya                                         | Comunicacions                                          | 13 d'abril 1977                                      | Reeixit                                              |
| 20 de desembre 01:10:04 | Estats Units Atlas SLV-3C Centaur-D | Estats Units Atlas SLV-3C Centaur-D         | Estats Units Cape Kennedy LC-36A                | Estats Units Cape Kennedy LC-36A                       | Estats Units                                         | Estats Units                                         |
| 20 de desembre 01:10:04 | Nacions Unides Intelsat IV F-3 | Intelsat                                    | Geosíncrona                                     | Comunicacions                                          | En òrbita                                            | Reeixit                                              |
| 25 de desembre 11:30    | Unió Soviètica Tsiklon-2 | Unió Soviètica Tsiklon-2                    | Unió Soviètica Baikonur 90/20                   | Unió Soviètica Baikonur 90/20                          | Unió Soviètica                                       | Unió Soviètica                                       |
| 25 de desembre 11:30    | Unió Soviètica Kosmos 469 (US-A) |                                             | Terrestre Baixa                                 | Vigilància de l'oceà                                   | 9 de febrer 1972                                     | Reeixit                                              |
| 25 de desembre 11:30    | Es va ejectar el reactor nuclear BES-5, i encara es manté en òrbita |                                             |                                                 |                                                        |                                                      |                                                      |
| 27 de desembre 14:04    | Unió Soviètica Soiuz-M | Unió Soviètica Soiuz-M                      | Unió Soviètica Plesetsk 43/4                    | Unió Soviètica Plesetsk 43/4                           | Unió Soviètica                                       | Unió Soviètica                                       |
| 27 de desembre 14:04    | Unió Soviètica Kosmos 470 (Zenit-4MT) |                                             | Terrestre Baixa                                 | Imatgeria òptica                                       | 6 de gener 1972                                      | Reeixit                                              |
| 27 de desembre 14:04    | Vol inaugural del Soiuz-M |                                             |                                                 |                                                        |                                                      |                                                      |
| 27 de desembre 19:00:00 | Unió Soviètica Kosmos-3M | Unió Soviètica Kosmos-3M                    | Unió Soviètica Plesetsk 132/2                   | Unió Soviètica Plesetsk 132/2                          | Unió Soviètica                                       | Unió Soviètica                                       |
| 27 de desembre 19:00:00 | Unió Soviètica França Oreol 1 (DS-U2-GKA No.1) | OKB-586/CNES                                | Terrestre Mitjana                               | Magnetosfèric                                          | En òrbita                                            | Reeixit                                              |
| 29 de desembre 10:50:01 | Unió Soviètica Vostok-2M | Unió Soviètica Vostok-2M                    | Unió Soviètica Plesetsk 41/1                    | Unió Soviètica Plesetsk 41/1                           | Unió Soviètica                                       | Unió Soviètica                                       |
| 29 de desembre 10:50:01 | Unió Soviètica Meteor 1-10 (Meteor-MV) |                                             | Heliosíncrona                                   | Meteorologia                                           | En òrbita                                            | Reeixit                                              |

## Llançaments a destinacions extraterrestres
| Data i hora (UTC) | Coet                                                                    | Coet                                   | Plataforma de llançament | Plataforma de llançament | LSP                 | LSP               |
| ----------------- | ----------------------------------------------------------------------- | -------------------------------------- | ------------------------ | ------------------------ | ------------------- | ----------------- |
| Data i hora (UTC) | Càrrega útil                                                            | Operador                               | Òrbita                   | Funció                   | Deteriorament (UTC) | Resultat          |
| Data i hora (UTC) | Comentaris                                                              |                                        |                          |                          |                     |                   |
| 6 de febrer 18:48 | Estats Units mòdul lunar Ascent Stage                                   | Estats Units mòdul lunar Ascent Stage  | Fra Mauro (Luna)         | Fra Mauro (Luna)         | Estats Units NASA   | Estats Units NASA |
| 6 de febrer 18:48 | Estats Units Apollo 14 LM                                               | NASA                                   | Selenocèntrica (CSM)     | Tripulat                 | 7 de febrer 00:46   | Reeixit           |
| 6 de febrer 18:48 | Va transportar dos astronautes de tornada al CSM després de l'allunatge |                                        |                          |                          |                     |                   |
| 2 d'agost 17:11   | Estats Units Lunar Module Ascent Stage                                  | Estats Units Lunar Module Ascent Stage | Hadley-Apennine (Luna)   | Hadley-Apennine (Luna)   | Estats Units NASA   | Estats Units NASA |
| 2 d'agost 17:11   | Estats Units Apollo 15 LM                                               | NASA                                   | Selenocèntrica (CSM)     | Tripulat                 | 3 d'agost 03:04     | Reeixit           |
| 2 d'agost 17:11   | Va transportar dos astronautes de tornada al CSM després de l'allunatge |                                        |                          |                          |                     |                   |

## Encontres espacials
| Data (UTC)            | Nau espacial            | Esdeveniment                       | Comentaris                                                       |
| --------------------- | ----------------------- | ---------------------------------- | ---------------------------------------------------------------- |
| 4 de febrer           | Apollo 14               | Va entrar en òrbita selenocèntrica |                                                                  |
| 5 de febrer 09:18:11  | Apollo 14 LM            | Allunatge                          | Va aterrar en la regió Fra Mauro, va recollir 43 kg de roques    |
| 29 de juliol          | Apollo 15               | Va entrar en òrbita selenocèntrica |                                                                  |
| 30 de juliol 22:16:29 | Apollo 15 LM            | Allunatge                          | Va aterrar en la regió Hadley Rille, va recollir 77 kg de roques |
| 11 de setembre        | Luna 18                 | Va impactar a la Lluna             | Al Mare Fecunditatis, va fallar en aterrar                       |
| 3 d'octubre           | Luna 19                 | Va entrar en òrbita selenocèntrica |                                                                  |
| 14 de novembre        | Mariner 9               | Va entrar en òrbita aerocèntrica   |                                                                  |
| 27 de novembre        | Orbitador Mars 2        | Va entrar en òrbita aerocèntrica   |                                                                  |
| 27 de novembre        | Mòdul de descens Mars 2 | Va impactar a Mart                 | Va fallar l'aterratge                                            |
| 27 de novembre        | Orbitador Mars 3        | Va entrar en òrbita aerocèntrica   |                                                                  |
| 27 de novembre        | Mòdul de descens Mars 3 | Aterratge a Mart                   |                                                                  |

## Resum de llançaments orbitals

### Per país
| País                         | Llançaments | Reeixits | Errors | Errors parcials | Comentaris                       |
| ---------------------------- | ----------- | -------- | ------ | --------------- | -------------------------------- |
| Europa                       | 1           | 0        | 1      | 0               |                                  |
| França                       | 2           | 1        | 1      | 0               |                                  |
| Japan                        | 2           | 2        | 0      | 0               |                                  |
| República Popular de la Xina | 1           | 1        | 0      | 0               |                                  |
| Soviet Union                 | 91          | 82       | 9      | 0               |                                  |
| Regne Unit                   | 1           | 1        | 0      | 0               | Últim i únic llançament amb èxit |
| Estats Units                 | 35          | 31       | 4      | 0               |                                  |

### Per coet

#### Per família
| Família          | País                         | Llançaments | Reeixits | Errors | Errors parcials | Comentaris |
| ---------------- | ---------------------------- | ----------- | -------- | ------ | --------------- | ---------- |
| Atlas            | Estats Units                 | 6           | 4        | 2      | 0               |            |
| Black Arrow      | Regne Unit                   | 1           | 1        | 0      | 0               | Vol final  |
| Diamant          | França                       | 2           | 1        | 1      | 0               |            |
| Europa           | Europa                       | 1           | 0        | 1      | 0               | Vol final  |
| Kosmos (R-12/14) | Soviet Union                 | 34          | 31       | 3      | 0               |            |
| Llarga Marxa     | República Popular de la Xina | 1           | 1        | 0      | 0               |            |
| Mu               | Japan                        | 2           | 2        | 0      | 0               |            |
| N                | Soviet Union                 | 1           | 0        | 1      | 0               |            |
| - R-7            | Soviet Union                 | 44          | 40       | 4      | 0               |            |
| - R-36           | Soviet Union                 | 6           | 6        | 0      | 0               |            |
| Saturn           | Estats Units                 | 2           | 2        | 0      | 0               |            |
| Titan            | Estats Units                 | 8           | 8        | 0      | 0               |            |
| Thor             | Estats Units                 | 14          | 12       | 2      | 0               |            |
| Scout            | Estats Units                 | 5           | 5        | 0      | 0               |            |
| Universal Rocket | Soviet Union                 | 6           | 5        | 1      | 0               |            |

#### Per tipus
| Coet           | País                         | Família          | Llançaments | Reeixits | Errors | Errors parcials | Comentaris    |
| -------------- | ---------------------------- | ---------------- | ----------- | -------- | ------ | --------------- | ------------- |
| Atlas E/F      | Estats Units                 | Atlas            | 1           | 1        | 0      | 0               |               |
| Atlas-Agena    | Estats Units                 | Atlas            | 1           | 0        | 1      | 0               |               |
| Atlas-Centaur  | Estats Units                 | Atlas            | 4           | 3        | 1      | 0               |               |
| Black Arrow    | Regne Unit                   | Black Arrow      | 1           | 1        | 0      | 0               | Vol final     |
| Diamant B      | França                       | Diamant          | 2           | 1        | 1      | 0               |               |
| Delta          | Estats Units                 | Delta            | 5           | 4        | 1      | 0               |               |
| Europa         | Europa                       | Europa           | 1           | 0        | 1      | 0               | Vol final     |
| Kosmos-2       | Soviet Union                 | Kosmos           | 14          | 12       | 2      | 0               |               |
| Kosmos-3       | Soviet Union                 | Kosmos           | 20          | 19       | 1      | 0               |               |
| Llarga Marxa 1 | República Popular de la Xina | Llarga Marxa     | 1           | 1        | 0      | 0               |               |
| Molniya        | Soviet Union                 | R-7              | 3           | 3        | 0      | 0               |               |
| Mu-3           | Japan                        | Mu               | 2           | 2        | 0      | 0               |               |
| N1             | Soviet Union                 | N                | 1           | 0        | 1      | 0               |               |
| Proton         | Soviet Union                 | Universal Rocket | 3           | 3        | 0      | 0               |               |
| R-36OM         | Soviet Union                 | R-36             | 1           | 1        | 0      | 0               | Vol final     |
| Saturn V       | Estats Units                 | Saturn           | 2           | 2        | 0      | 0               |               |
| Scout B        | Estats Units                 | Scout            | 5           | 5        | 0      | 0               |               |
| Soiuz          | Soviet Union                 | R-7              | 5           | 5        | 0      | 0               |               |
| Thor-Burner    | Estats Units                 | Thor             | 3           | 3        | 0      | 0               |               |
| Thorad-Agena   | Estats Units                 | Thor             | 6           | 5        | 1      | 0               |               |
| Titan IIIB     | Estats Units                 | Titan            | 5           | 5        | 0      | 0               |               |
| Titan IIIC     | Estats Units                 | Titan            | 2           | 2        | 0      | 0               |               |
| Titan IIID     | Estats Units                 | Titan            | 1           | 1        | 0      | 0               | Vol inaugural |
| Tsiklon        | Soviet Union                 | R-36             | 5           | 5        | 0      | 0               |               |
| Voskhod        | Soviet Union                 | R-7              | 31          | 27       | 4      | 0               |               |
| Vostok         | Soviet Union                 | R-7              | 5           | 5        | 0      | 0               |               |

#### Per configuració
| Coet                   | País                         | Tipus         | Llançaments | Reeixits | Errors | Errors parcials | Comentaris    |
| ---------------------- | ---------------------------- | ------------- | ----------- | -------- | ------ | --------------- | ------------- |
| Atlas E/F-OV1-PM       | Estats Units                 | Atlas E/F     | 1           | 1        | 0      | 0               |               |
| Atlas SLV-3A Agena-D   | Estats Units                 | Atlas-Agena   | 1           | 0        | 1      | 0               |               |
| Atlas SLV-3C Centaur-D | Estats Units                 | Atlas-Centaur | 4           | 3        | 1      | 0               |               |
| Black Arrow            | Regne Unit                   | Black Arrow   | 1           | 1        | 0      | 0               | Vol final     |
| Diamant B              | França                       | Diamant B     | 2           | 1        | 1      | 0               |               |
| Delta E1               | Estats Units                 | Delta         | 1           | 1        | 0      | 0               | Vol final     |
| Delta M                | Estats Units                 | Delta         | 1           | 1        | 0      | 0               | Vol final     |
| Delta M6               | Estats Units                 | Delta         | 1           | 1        | 0      | 0               | Vol únic      |
| Delta N                | Estats Units                 | Delta         | 1           | 1        | 0      | 0               |               |
| Delta N6               | Estats Units                 | Delta         | 1           | 0        | 1      | 0               | Vol final     |
| Europa II              | Europa                       | Europa        | 1           | 0        | 1      | 0               | Vol únic      |
| Kosmos-2I              | Soviet Union                 | Kosmos-2      | 14          | 12       | 2      | 0               |               |
| Kosmos-3M              | Soviet Union                 | Kosmos-3      | 20          | 19       | 1      | 0               |               |
| Llarga Marxa 1         | República Popular de la Xina | Llarga Marxa  | 1           | 1        | 0      | 0               | Vol final     |
| Molniya-M/ML           | Soviet Union                 | Molniya       | 3           | 3        | 0      | 0               |               |
| Mu-3S                  | Japan                        | Mu-3          | 2           | 2        | 0      | 0               |               |
| N1                     | Soviet Union                 | N1            | 1           | 0        | 1      | 0               |               |
| Proton-K               | Soviet Union                 | Proton        | 1           | 1        | 0      | 0               |               |
| Proton-K/D             | Soviet Union                 | Proton        | 5           | 4        | 1      | 0               |               |
| R-36OM                 | Soviet Union                 | R-36O         | 1           | 1        | 0      | 0               | Vol final     |
| Saturn V               | Estats Units                 | Saturn V      | 2           | 2        | 0      | 0               |               |
| Scout B                | Estats Units                 | Scout B       | 3           | 3        | 0      | 0               |               |
| Scout B-1              | Estats Units                 | Scout B       | 2           | 2        | 0      | 0               |               |
| Soiuz                  | Soviet Union                 | Soiuz         | 2           | 2        | 0      | 0               |               |
| Soiuz-L                | Soviet Union                 | Soiuz         | 2           | 2        | 0      | 0               | Vol final     |
| Soiuz-M                | Soviet Union                 | Soiuz         | 1           | 1        | 0      | 0               | Vol inaugural |
| Thor LV-2F Burner II   | Estats Units                 | Thor-Burner   | 2           | 2        | 0      | 0               | Vol final     |
| Thor LV-2F Burner IIA  | Estats Units                 | Thor-Burner   | 1           | 1        | 0      | 0               | Vol inaugural |
| Thorad SLV-2G Agena-D  | Estats Units                 | Thorad-Agena  | 2           | 2        | 0      | 0               | Vol final     |
| Thorad SLV-2H Agena-D  | Estats Units                 | Thorad-Agena  | 4           | 3        | 1      | 0               |               |
| Titan III(23)B         | Estats Units                 | Titan III     | 2           | 2        | 0      | 0               | Vol final     |
| Titan III(24)B         | Estats Units                 | Titan III     | 2           | 2        | 0      | 0               | Vol inaugural |
| Titan III(33)B         | Estats Units                 | Titan III     | 1           | 1        | 0      | 0               | Vol inaugural |
| Titan III(23)C         | Estats Units                 | Titan III     | 2           | 2        | 0      | 0               |               |
| Titan III(23)D         | Estats Units                 | Titan III     | 1           | 1        | 0      | 0               | Vol inaugural |
| Tsiklon-2              | Soviet Union                 | Tsiklon       | 5           | 5        | 0      | 0               |               |
| Voskhod                | Soviet Union                 | Voskhod       | 31          | 27       | 4      | 0               |               |
| Vostok-2M              | Soviet Union                 | Vostok        | 5           | 5        | 0      | 0               |               |

### Per zona de llançament
| Lloc         | País                         | Llançaments | Reeixits | Errors | Errors parcials | Comentaris               |
| ------------ | ---------------------------- | ----------- | -------- | ------ | --------------- | ------------------------ |
| Cape Kennedy | Estats Units                 | 10          | 5        | 2      | 0               |                          |
| Baikonur     | Soviet Union                 | 31          | 28       | 3      | 0               |                          |
| Jiuquan      | República Popular de la Xina | 1           | 1        | 0      | 0               |                          |
| Kapustin Iar | Soviet Union                 | 2           | 1        | 1      | 0               |                          |
| Kennedy      | Estats Units                 | 2           | 2        | 0      | 0               |                          |
| Kagoshima    | Japan                        | 2           | 2        | 0      | 0               |                          |
| Kourou       | França                       | 3           | 1        | 2      | 0               |                          |
| Plesetsk     | Soviet Union                 | 58          | 53       | 5      | 0               |                          |
| San Marco    | Kenya                        | 2           | 2        | 0      | 0               | Operat per Itàlia        |
| Vandenberg   | Estats Units                 | 19          | 17       | 2      | 0               |                          |
| Wallops      | Estats Units                 | 2           | 2        | 0      | 0               |                          |
| Woomera      | Austràlia                    | 1           | 1        | 0      | 0               | Llançament orbital final |

### Per òrbita
| Règim orbital             | Llançaments | Reeixits | Errors | Assolits Accidentalment | Comentaris                                                                  |
| ------------------------- | ----------- | -------- | ------ | ----------------------- | --------------------------------------------------------------------------- |
| no es va assolir l'òrbita | N/A         | N/A      | N/A    | 12                      |                                                                             |
| Terrestre Baixa           | 109         | 100      | 9      | 1                       | Dos a Saliut 1                                                              |
| Terrestre Alta            | 2           | 2        | 0      | 0                       |                                                                             |
| Geosíncrona/transferència | 7           | 5        | 2      |                         |                                                                             |
| Terrestre Alta            | 10          | 9        | 1      | 0                       | Incloent òrbites altament el·líptiques i Molnia i trajectòries translunars. |
| Heliocèntrica             | 5           | 3        | 2      | 0                       |                                                                             |